# Relacions entre l'Imperi Romà i la Xina
Les relacions entre l'Imperi Romà i la Xina foren els contactes i fluxos —majoritàriament indirectes— de mercaderies, informació i, de tant en tant, viatgers entre l'Imperi Romà i l'imperi Han de la Xina, així com entre l'Imperi Romà d'Orient i tot un seguit de dinasties xineses posteriors. Aquests imperis anaren atansant-se a poc a poc a mesura que els romans estenien el seu domini a l'antic Orient Pròxim i els xinesos Han duien a terme incursions militars a l'Àsia central. La consciència mútua es va mantenir baixa i el coneixement ferm entre ells era limitat. Només es coneixen alguns intents de contacte directe dels registres. Imperis intermedis com els Parts i Kuixans, buscant mantenir un control lucratiu sobre el comerç de la seda, van inhibir el contacte directe entre aquestes dues potències d'Euràsia. El 97 dC, el general xinès Ban Chao va intentar enviar el seu enviat Gan Ying a Roma, però Gan va ser dissuadit pels Parts per aventurar-se més enllà del Golf Pèrsic. Diversos presumptes emissaris romans a la Xina van ser registrats per antics historiadors xinesos. El primer en el registre, suposadament de l'emperador romà Antoní Pius o el seu fill adoptat Marc Aureli, van arribar el 166 dC. Altres es registren arribant al 226 i 284 dC, amb una llarga absència fins a la primera ambaixada romana d'Orient el 643 dC.
L'intercanvi indirecte de mercaderies per terra al llarg de la ruta de la seda i les rutes marítimes van incloure la seda xinesa, vidre romà i roba d'alta qualitat. Les monedes romanes creades a partir del segle i, s'han trobat a la Xina, així com una moneda de Maximià i medalles dels regnats d'Antoní Pius i Marc Aureli a Jiaozhi en el Vietnam modern, la mateixa regió on les fonts xineses afirmen que els romans van aterrar per primera vegada. S'han descobert cristalleries i objectes de plata romans en jaciments arqueològics xinesos datats del període Han. També s'han trobat monedes romanes i perles de vidre al Japó.
En fonts clàssiques, el problema de la identificació de referències a la Xina antiga es veu agreujat per la interpretació del terme llatí Serica, el significat va fluctuar i podria referir-se a diversos pobles asiàtics en un ampli arc de l'Índia sobre Àsia central fins a la Xina. En els registres xinesos, va arribar a ser conegut com l'Imperi Romà Daqin o Gran Qin. Daqin es va associar directament amb el posterior Fulin (拂菻) en fonts xineses, que han estat identificades per estudiosos com Friedrich Hirth com l'Imperi Romà d'Orient. Les fonts xineses descriuen diverses ambaixades de Fulin que arriben a la Xina durant la dinastia Tang i també mencionen el setge de Constantinoble per les forces de Muàwiya ibn Abi-Sufyan el 674–678 dC.
Els geògrafs de l'Imperi Romà com Ptolemeu van proporcionar un esbós aproximat de l'est de l'oceà Índic, inclosa la península de Malaca i més enllà d'això el golf de Tailàndia i el Mar de la Xina Meridional. La Cattigara de Ptolemeu era més probable Óc Eo, Vietnam, on es van trobar objectes de l'era antonina. Els antics geògrafs xinesos van demostrar un coneixement general de l'Àsia occidental i les províncies orientals de Roma. Teofilacte Simocata, un historiador romà d'Orient del segle vii, va escriure sobre la contemporània reunificació de la Xina septentrional i meridional, que ell va tractar com nacions separades recentment en guerra. Això reflecteix tan la conquesta de Chen per l'Emperador Wen de Sui (va regnar 581–604 dC) així com els noms Catai i Mangi utilitzats més endavant per europeus medievals a la Xina durant la dinastia Yuan liderada pels mongols i la dinastia Song del Sud de l'ètnia han.

## Geografia i cartografia

### Geografia romana

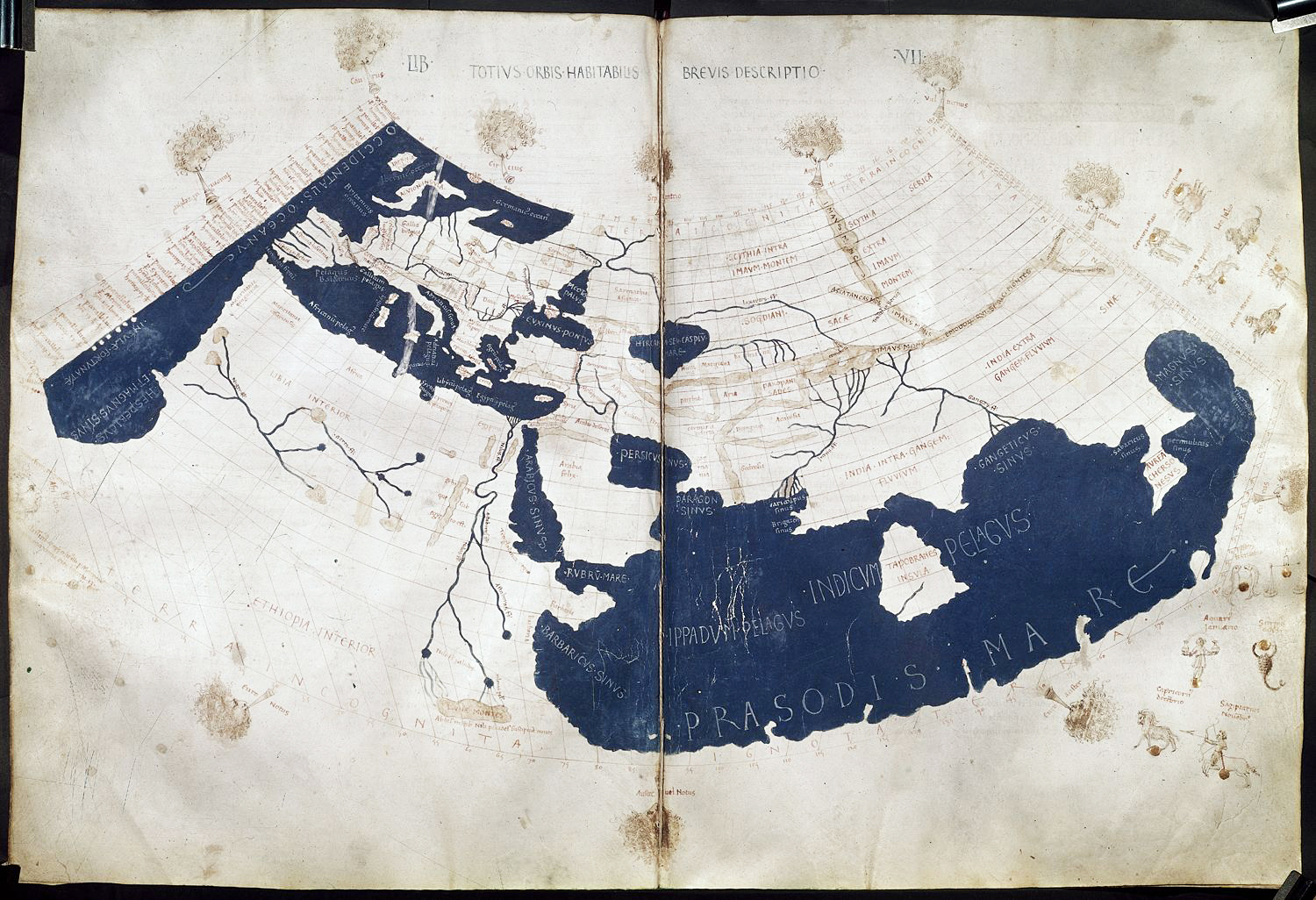
Una reconstrucció del Renaixement de la primera projecció de Ptolemeu, indicant la Terra de la Seda (Serica) al nord-est d'Àsia al final de la Ruta de la Seda terrestre i la terra del Qin (Sinae) al sud-est al final de les rutes marítimes; 1450-1475 dC, atribuït a Francesco del Chierico i traduït del grec al llatí per Manuel Crisolores i Jacobus Angelus.

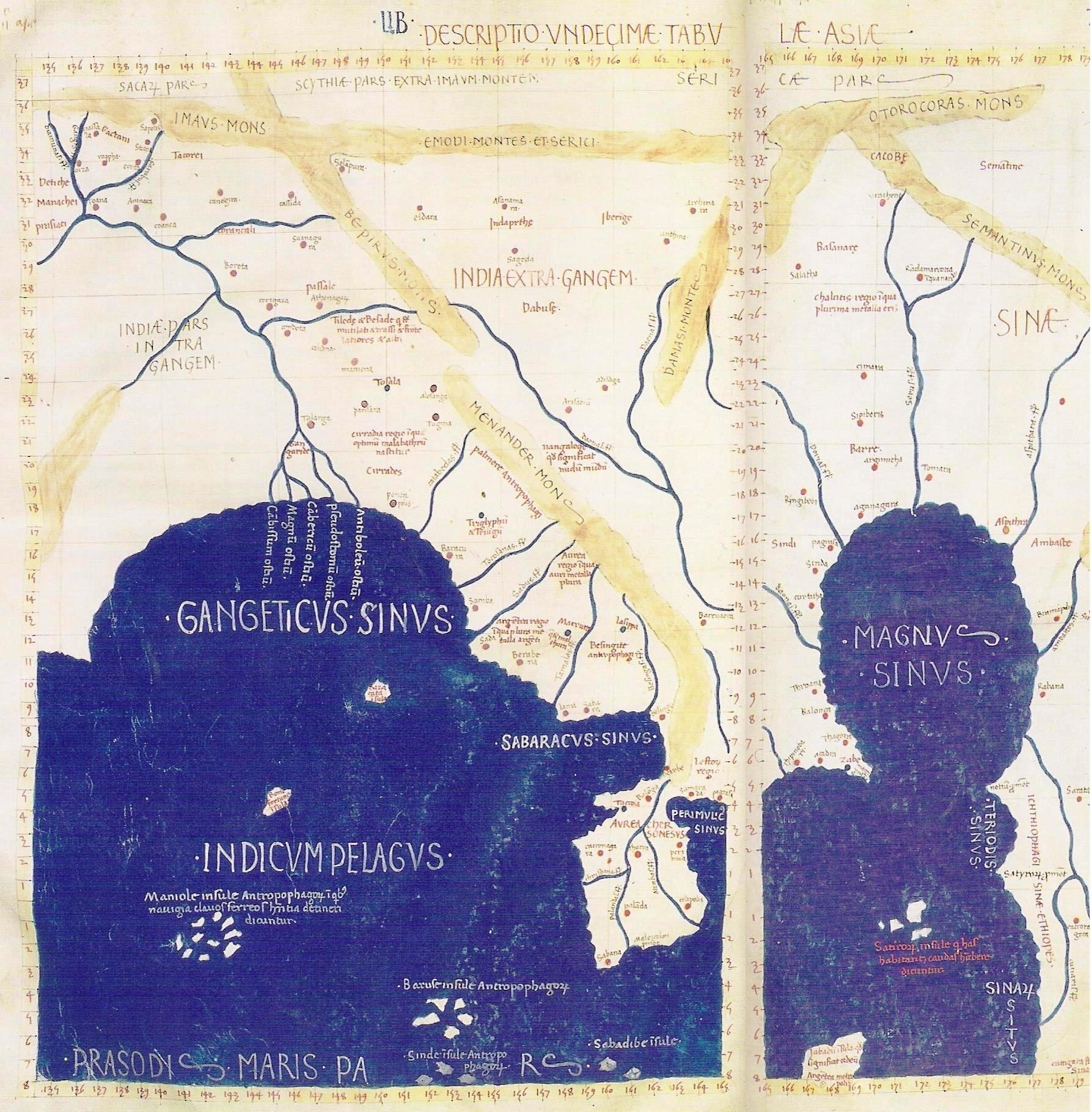
Una reconstrucció del Renaixement de l'11è mapa regional asiàtic de Ptolemeu amb el Golf del Ganges a l'esquerra, la Península Daurada (Malàisia) al centre i el Gran Golf (Golf de Tailàndia) a la dreta; la terra de la Sinae està situat a les seves ribes del nord i de l'est.

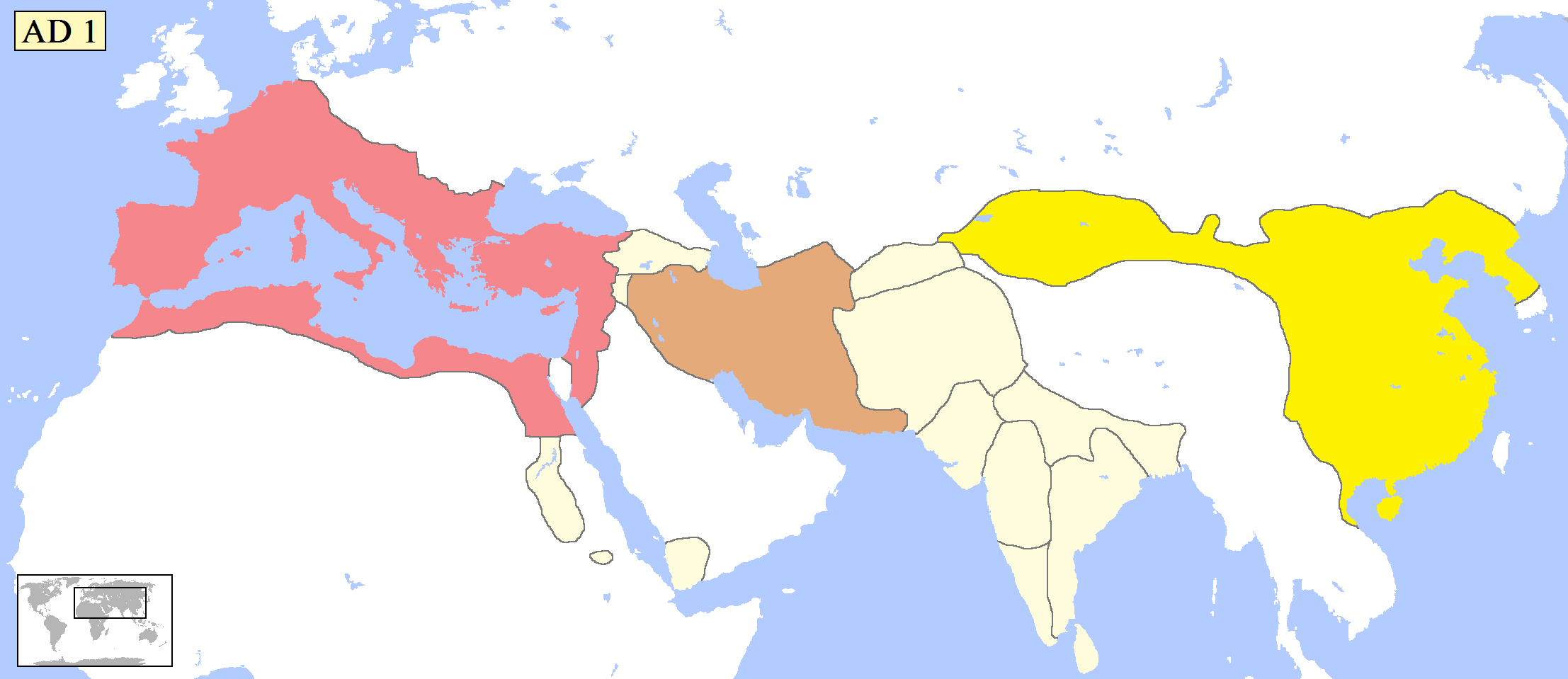
Mapa d'Euràsia el 1 dC, amb l'Imperi Romà (vermell), Imperi Part (marró), Imperi Han xinès (groc), i els regnes Indis i altres estats més petits (groc clar).

A partir del segle i aC amb Virgili, Horaci, i Estrabó, les històries romanes només ofereixen vals relats de la Xina i els Seres que produeixen la seda de l'Extrem Orient, que eren potser els antics xinesos. El geògraf del segle i, Pomponi Mela va afirmar que les terres de Seres van formar el centre de la costa d'un un oceà oriental, flanquejat al sud amb Índia i al nord amb els Escites de l'estepa eurasiàtica. L'historiador romà del segle ii, Luci Anneu Flor sembla haver confós els Seres amb els pobles de l'Índia, o almenys va assenyalar que les seves complexions de la pell demostraven que ambdós vivien "sota un altre cel" diferent que els romans. Generalment, els autors romans semblen haver estat confosos sobre el lloc on es troba Seres, tant a Àsia central com a Àsia Oriental. L'historiador Ammià Marcel·lí (c. 330 – c. 400 dC) va escriure que el terreny de la Seres estava envoltat per grans parets naturals al voltant d'un riu anomenat Bautis, possiblement una descripció del Riu Groc.
Es coneixia l'existència de la Xina pels cartògrafs romans, però la seva comprensió era menys certa. En la obra de Ptolemeu del segle ii Geographia separa la Terra de la Seda (Serica) al final de terra endins de la Ruta de la Seda de la terra dels Qin (Sinae) arribats per mar. Els Sinae es col·loquen a la riba nord del Gran Golf (Magnus Sinus) a l'est de la Península Daurada (Aurea Chersonesus, Península Malaia). El seu principal port, Cattigara, sembla haver estat a la part més baixa del Delta del Mekong. El Gran Golf es va combinar amb el Golf de Tailàndia i el Mar de la Xina Meridional, per la creença de Marí de Tir i Ptolemeu que l'Oceà Índic era un mar interior els va fer girar cap a la costa de Cambodja al sud més enllà de l'equador abans d'anar cap a l'oest per unir-se al sud de Líbia (Àfrica). Gran part d'això es definia com a terres desconegudes, però la zona nord-oriental se situa Sinae.
Els geògrafs clàssics com Estrabó i Plini el Vell van ser lents per incorporar nova informació a les seves obres i, des de les seves posicions com estimats estudiosos, eren aparentment prejuiciosos dels comerciants llunyans i els seus coneixements topogràfics. L'obra de Ptolemeu representa un trencament d'això, ja que demostra una obertura a aquests coneixements i no hauria estat capaç de traçar el Golf de Bengala amb tanta precisió sense els comerciants. En el segle i, apareix el Periple de la Mar Eritrea, el seu autor anònim de parla grega, mercader de l'Egipte romana, proporciona relats realistes de les ciutats del comerç oriental que és clar que les va visitar. Aquests inclouen llocs a Aràbia, Pakistan i Índia, inclosos temps de viatge des de rius i pobles, on deixar l'ancla, les localitzacions de les corts reals, els estils de vida dels habitants locals i els béns trobats als seus mercats, i els temps favorables de l'any per navegar des d'Egipte fins a aquests llocs per atrapar els vents del Monsó. El Periple també esmenta una gran ciutat interior, Thinae (o Sinae), en un país anomenat This que possiblement s'estengués fins al Caspi. Les notes de text que la seda produïda allí va viatjar a l'Índia veïna a través del Ganges i a Bactria per una ruta terrestre. Marí i Ptolemeu havien confiat en el testimoniatge d'un marí grec anomenat Alexandre, probablement un comerciant, per saber com arribar a Cattigara (probablement Óc Eo, Vietnam). Alexandre (grec: Alexandros) esmenta que el terme principal per als comerciants romans era una ciutat birmana anomenada Tamala a la península del nord-oest de Malàisia, on els mercaders indis viatjaven per terra a través de l'Istme de Kra per arribar al Golf Perimulic (el Golf de Tailàndia). Alexandros va afirmar que van trigar vint dies a navegar des de Tailàndia fins a un port anomenat "Zabia" (o Zaba) al sud de Vietnam. Segons ell, es podria continuar per la costa (del sud de Vietnam) des de Zabia fins a arribar al port comercial de Cattigara després d'un nombre de dies no especificat (que "alguns" podia ser interpretat com a "molts" per Marí).
Cosme Indicopleustes, un monjo romà d'Orient del segle vi d'Alexandria i antic comerciant amb experiència en el comerç de l'Oceà Índic, va ser el primer romà a escriure clarament sobre la Xina en la seva Topographia Christiana (c. 550 dC). El va anomenar el país dels Tzinista (similar al sànscrit Chinasthana i del siríac Sinistan de l'estela nestoriana del 781 dC de Xi'an, Xina), situat a l'est més oriental d'Àsia. Va explicar que la ruta marítima en la seva direcció (primer navegant cap a l'est i després al nord per la costa sud del continent asiàtic) i el fet que els clavells van arribar així de Sri Lanka per vendre. Durant l'època de l'emperador romà d'Orient Justinià I (r. 527–565 dC), els romans van adquirir la seda xinesa per intermediaris Sogdians. També van fer contraban de cucs de seda fora de la Xina amb l'ajuda de monjos Nestorians, qui va afirmaven que la terra de Serindia es trobava al nord de l'Índia i produïa la millor seda. Amb el contraban de cucs de seda i la producció de seda pròpia, els romans podrien evitar el comerç de seda xinès dominat pels seus principals rivals, l'Imperi Sassànida.
Dels pobles túrquics de l'Àsia central durant el període de la Dinastia Wei del Nord (386–535 dC) els romans d'Orient van adquirir un altre nom per a la Xina: Taugast (Antic túrquic: Tabghach). Teofilacte Simocata, historiador durant el regnat d'Heracli (r. 610–641 dC), va escriure que Taugast (o Taugas) era un gran imperi oriental colonitzats pels turcs, amb una ciutat capital a 2.400 km al nord-est de l'Índia que ell va anomenar Khubdan (de la paraula turca Khumdan usat per la capital dels Sui i Tang Chang'an), whereon es practicava idolatria però la gent era sàvia i vivia per lleis justes. Va representar l'imperi xinès dividit per un gran riu (el Iang-Tsé) que va servir com a límit entre dues nacions rivals en guerra; durant el regnat de l'emperador romà Maurici (582–602 dC) els nordistes que porten "abrics negres" van conquerir els "abrics vermells" del sud (el negre és un color distintiu usat per la gent de Shaanxi, ubicació de la capital Sui de Chang'an, segons el viatger persa del segle xvi Hajji Mahomed, o Chaggi Memet). Aquest relat pot correspondre a la conquesta de la dinastia Chen i la reunificació de la Xina per l'Emperador Wen de Sui (r. 581–604 dC). Simocata li dona el nom de Taisson, que ell va dir que volia dir Fill de Déu, ja sigui correlacionat amb els xinesos Tianzi (Fill del Cel) o fins i tot el nom del governant contemporani Emperador Taizong de Tang (r. 626 – 649 dC). Posteriorment, els europeus medievals a la Xina van descriure com a dos països diferents, amb Catai al nord i Mangi al sud, durant el període en què la Dinastia Yuan liderada pel governant mongol Khublai Khan (r. 1260–1294 dC) va conquerir la Dinastia Song del Sud.

### Geografia xinesa

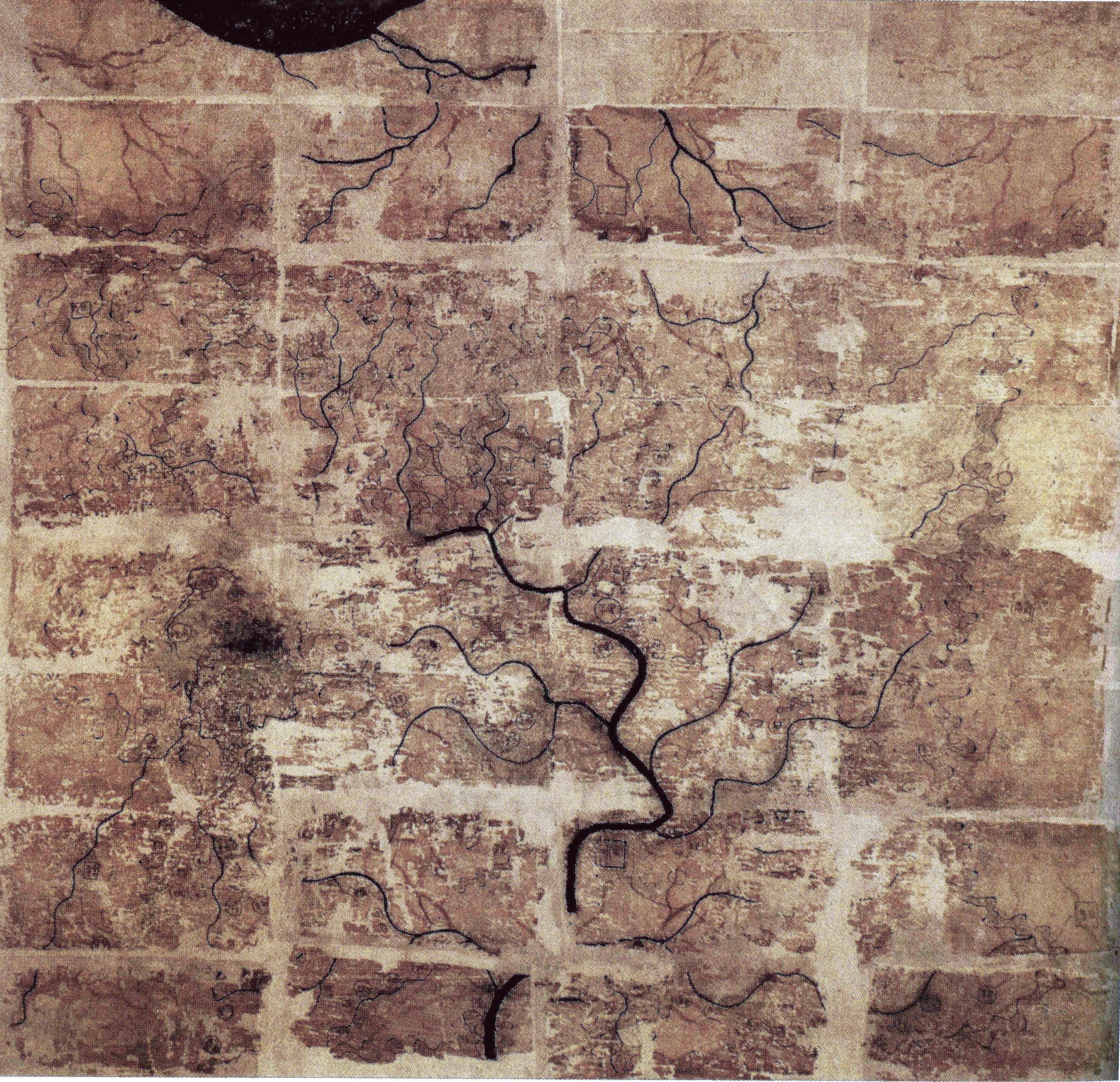
Un mapa fet de seda de la Dinastia Han Occidental trobat a la tomba 3 del jaciment de tombes Han de Mawangdui, representant el Regne de Changsha i el Regne de Nanyue (Vietnam) a la Xina del Sud (amb el sud orientat a la part superior), segle II aC

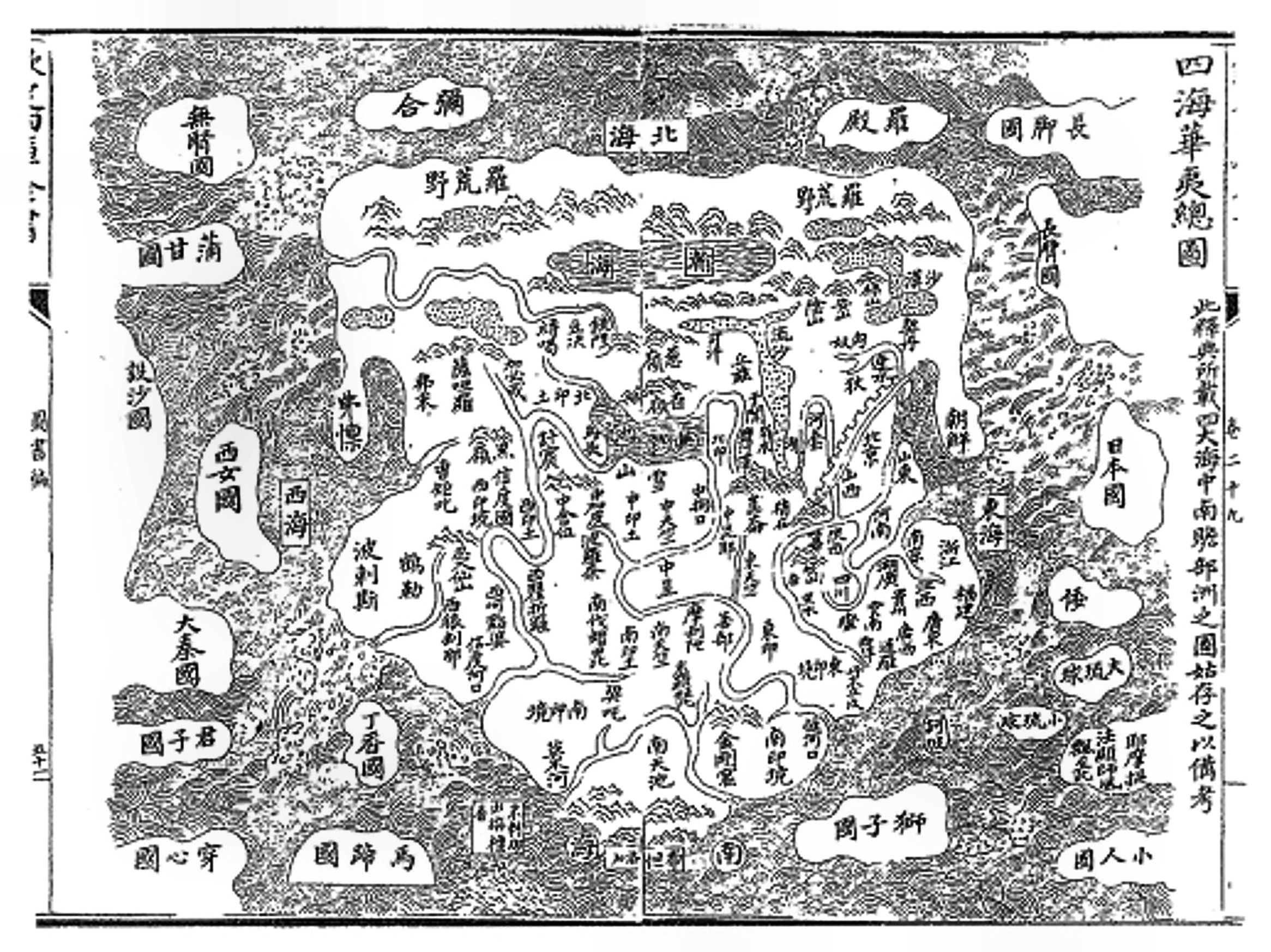
Daqinguo (大秦國) apareix al límit occidental d'aquest mapamundi xinès de la Dinastia Ming, el Sihai Huayi Zongtu, publicat el 1532 dC.

La informació geogràfica detallada sobre l'Imperi Romà, almenys els seus territoris més orientals, es proporciona de forma tradicional en la historiografia xinesa. El Shiji per Sima Qian (c. 145–86 aC) dona descripcions de països a l'Àsia central i Occidental. Aquests relats es van tornar significativament més matisats al Llibre de Han, de doble autor amb Ban Gu i la seva germana Ban Zhao, germans menors del general Ban Chao, que va dirigir les gestes militars a l'Àsia central abans de tornar a la Xina el 102 dC. Els territoris més occidentals d'Àsia tal com es descriu al Llibre del Han Tardà escrit per Fan Ye (398–445 dC) va formar la base per a gairebé tots els coneixements posteriors de Daqin. Aquestes afirmacions semblen restringides a les descripcions del Llevant, particularment a Síria. El lingüista històric Edwin G. Pulleyblank explica que els historiadors xinesos consideraven que Daqin era una espècie de "contra Xina" situat a l'extrem oposat del seu món conegut. Segons Pulleyblank, "la concepció xinesa de Dà Qín es va confondre des del primer moment amb les antigues nocions mitològiques sobre el llunyà oest". Les històries xineses es relacionen explícitament amb Daqin i Lijian (també "Li-kan", o Síria) com pertanyents al mateix país; d'acord amb Yule, D. D. Leslie, i K. H. G. Gardiner, les primeres descripcions de Lijian al Shiji distingien l'Imperi Selèucida de l'època hel·lenística. Pulleyblank proporciona una anàlisi lingüística per discutir la seva proposta argumentant que Tiaozhi (条支) al Shiji era probablement l'Imperi Selèucida en comptes de Lijian, encara que confús, podria identificar-se bé com a Hircània a l'Iran o fins i tot Alexandria a Egipte.
El Weilüe de Yu Huan (c. 239–265 dC), conserva anotacions dels Registres dels Tres Regnes (publicat el 429 dC per Pei Songzhi), també proporciona detalls sobre la porció més oriental del món romà, incloent l'esment de la mar Mediterrània. Per a l'Egipte romà, el llibre explica la ubicació d'Alexandria, viatjant distàncies al llarg del Nil i la divisió tripartita del Delta del Nil, Heptanomi, i Tebaida. En el seu Zhu Fan Zhi, l'inspector de duanes de Quanzhou en la Song Zhao Rugua (1170–1228 dC) va descriure l'antic Far d'Alexandria. Tan el Llibre del Han Tardà com el Weilüe mencionen el pont flotant o "volador" (飛橋) sobre l'Eufrates a Seugma, Commagene a l'Anatòlia romana. El Weilüe també va incloure que considerava el més important estat vassall dependent de l'Imperi Romà, proporcionant indicacions de viatge i estimacions de les distàncies (en quilòmetres xinesos, li). Friedrich Hirth (1885) va identificar les ubicacions i estats dependents de Roma nomenats a Weilüe; algunes de les seves identificacions han discutides. Hirth va identificar Si-fu (汜復) com a Emesa; John E. Hill (2004) usa proves lingüístiques i situacionals per argumentar que era Petra al Regne dels Nabateus, que va ser annexat per Roma el 106 dC durant el regnat de Trajà.
El Vell Llibre de Tang i el Nou Llibre de Tang esmenten que els àrabs (Da shi 大食) van enviar al seu comandant Mo-yi (摩拽, pinyin: Móyè, és a dir, Muàwiya I, governador de Síria i més tard els Omeies, r. 661–680 dC) per assetjar la capital romana d'Orient, Constantinoble, i va obligar els romans a pagar-los tribut. Els mateixos llibres també van descriure Constantinoble amb alguns detalls tenint fortes parets de granit i un rellotge d'aigua muntat amb una estàtua daurada d'un home. Henry Yule va assenyalar que el nom del negociador romà "Yenyo" (el patrici Joan Pitzigaudes) va ser esmentat en fonts xineses, un enviat que no tenia nom en el relat d'Edward Gibbon de l'home enviat a Damasc per mantenir una xerrada amb els Omeies, seguit uns anys més tard per l'augment de les demandes tributàries dels romans. El Nou Llibre de Tang i Wenxian Tongkao descriuen la terra de Núbia (o el Regne de Cuix o Aksum) com un desert al sud-oest de l'imperi romà que estava infestat per la malària, on els indígenes tenien pell negra i consumien dàtils perses. En discutir les tres principals religions de Núbia (el Sudan), el Wenxian Tongkao menciona la religió Daqin allà i el dia de descans que ocorre cada set dies per a aquells que segueixen la fe de Da shi (els àrabs musulmans). També repeteix el fet al Nou Llibre de Tang sobre la pràctica quirúrgica romana oriental de trepanació per eliminar els paràsits del cervell. Les descripcions de Núbia i la Banya d'Àfrica al Wenxian Tongkao van ser finalment derivades de la Jingxingji de Du Huan (fl. segle VIII dC), un escriptor de viatges xinès el text del qual, conservat al Tongdian de Du You, és possiblement la primera font xinesa en descriure Etiòpia (Laobosa), a més d'oferir descripcions d'Eritrea (Molin).

## Ambaixades i viatges

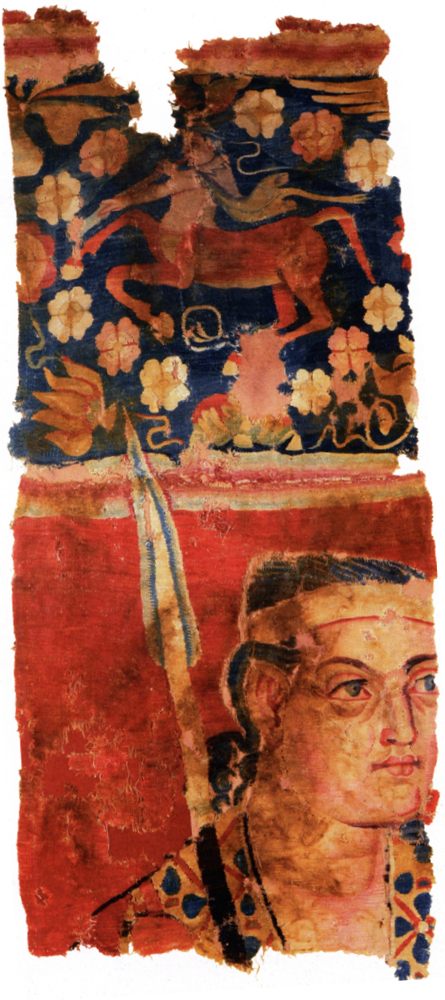
El tapís de Sampul, una paret de llana penjada al Comtat de Lop, Xinjiang, Xina, mostrant un possible soldat grec del regne grec de Bactriana (250–125 aC), amb ulls blaus, empunyant una llança i portant el que sembla una diadema; el que hi ha representa a sobre d'ell és un centaure, de la mitologia grega, un motiu comú a l'art hel·lenístic; Museu de la Regió de Xinjiang.

És possible que hagi hagut algun contacte comercial entre els grecs hel·lenístics i la dinastia Qin a finals del segle iii aC, després de les campanyes de l'Àsia central d'Alexandre el Gran, rei de Macedònia, i l'establiment dels regnes hel·lenístics relativament a prop de la Xina, com el regne grec de Bactriana. Excavacions al lloc d'enterrament del primer emperador de la Xina Qin Shi Huangdi (r. 221–210 aC) suggereixen les influències estilístiques i tecnològiques gregues en les obres d'art trobades allí, inclòs el famós exèrcit de guerrers de terracota. Els intercanvis culturals en una data tan primerenca són generalment considerats com a conjecturals en l'àmbit acadèmic, però les excavacions d'una tomba del segle iv aC a la província de Gansu pertanyent a l'estat de Qin han produït elements occidentals com boles de vidre i un vidre blau (possiblement faiança) d'origen mediterrani. L'únic viatger romà conegut que va visitar els límits orientals de l'Àsia central va ser Maes Titianus, un contemporani dels temps de Trajà ja sigui a finals del segle I o principis del segle ii que va visitar una "Torre de Pedra" que els historiadors també han identificat a Tashkurgan en els Pamir xinès o un monument similar a la vall d'Alai just a l'oest de Kaixgar, Xinjiang, Xina.

### Ambaixada a August
L'historiador Flor va descriure la visita de nombrosos enviats, incloent "Seres" (possiblement els xinesos) a la cort del primer emperador romà August (r. 27 aC – 14 dC):
| « | Fins i tot la resta de les nacions del món que no estaven subjectes al balanç imperial eren sensibles a la seva grandesa i miraven amb reverència al poble romà, el gran conqueridor de les nacions. Així fins i tot els escites i sàrmates van enviar emissaris per buscar l'amistat de Roma. No, els Seres també van venir, i els indis que habitaven sota el sol vertical, portant regals de pedres precioses i perles i elefants, però pensant en menys temps que la immensitat del viatge que havien emprès i que deien que havien ocupat quatre anys. En veritat, però, calia mirar la seva complexió per veure que eren persones d'un altre món. | » |

En tot el corpus de la literatura i historiografia romana, Yule no va poder descobrir cap altre esment de la trobada diplomàtica directa entre els romans i els Seres. Va especular que aquestes persones eren més propenses a ser comerciants privats que diplomàtics, ja que els registres xinesos insisteixen que Gan Ying va ser el primer xinès a arribar a l'oest fins a Tiaozhi (条支; Mesopotàmia) el 97 dC. Yule observa que el Periplus del segle i va esmentar que la gent de Thinae (Sinae) poques vegades van ser vistes, a causa de les dificultats d'arribar a aquest país. Indica que el seu país, situat sota l'Ossa Menor i en els límits més desconeguts de la mar Càspia, era l'origen de la seda crua i la tela de seda fina que es transportava per terra des de Bactriana a Bharuch, així com pel Ganges.

### Enviat Gan Ying

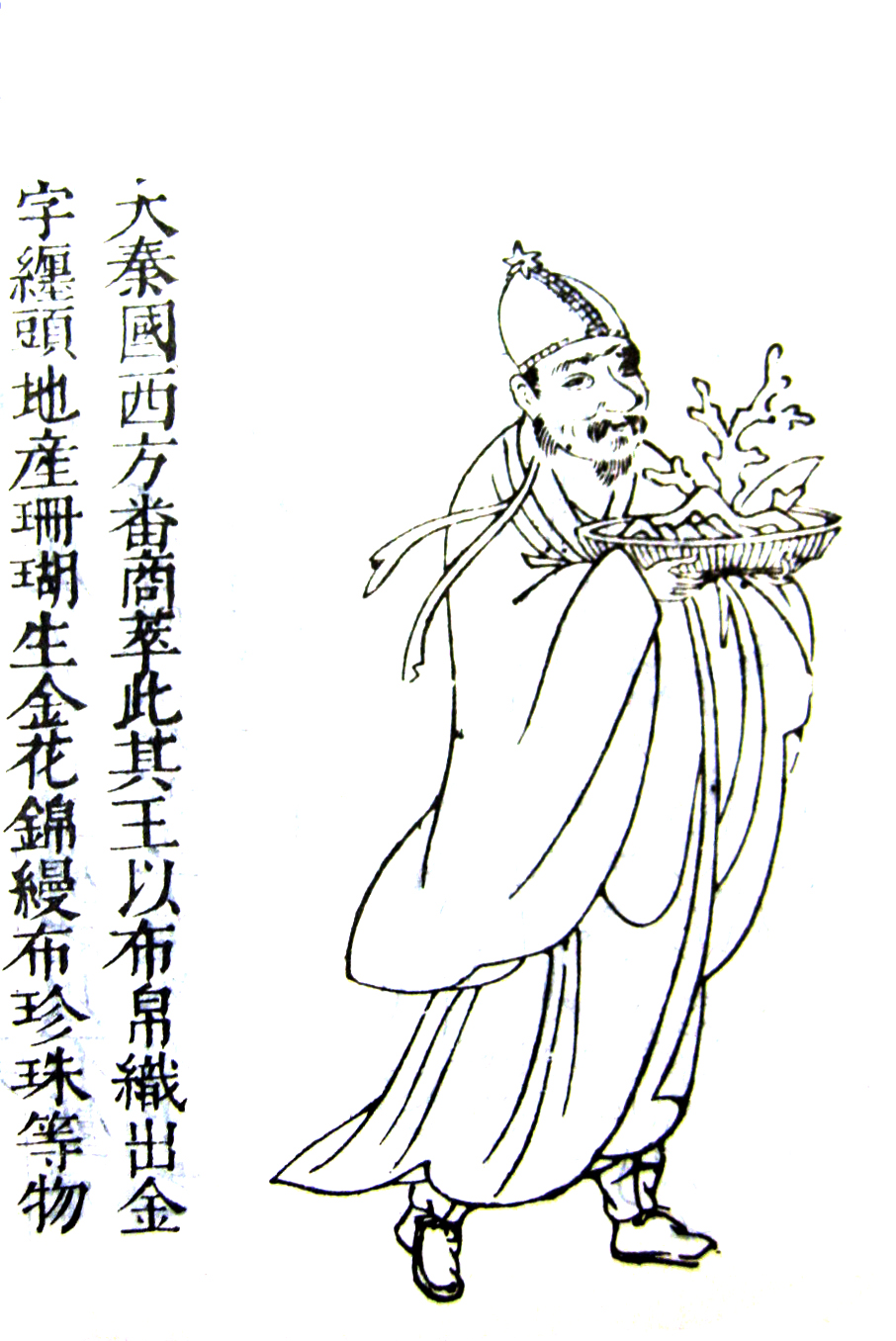
La impressió xinesa del poble Daqin, de l'enciclopèdia de la dinastia Ming Sancai Tuhui, 1609

El general de la Dinastia Han Oriental Ban Chao (32–102 dC), en una sèrie d'èxits militars que van portar les regions occidentals (la Conca del Tarim de Xinjiang) de tornada sota el control i sobirania xinesa, van derrotar els Da Yuezhi el 90 dC i els Xiongnu septentrionals el 91 dC, obligant la submissió de ciutats estat com Kutxa i Turfan, Khotan i Kaixgar (assentaments Tocaris i saces indoeuropeus, respectivament), i finalment Qaraixahr el 94 dC. Una ambaixada de l'Imperi Part de Pèrsia i Mesopotàmia havia arribat abans al tribunal de Han en el 89 dC i, mentre Ban estava destinat amb el seu exèrcit a Khotan, una altra ambaixada de Pàrtia va arribar l'any 101, aquesta vegada portant regals exòtics com ara estruços.
En el 97 dC, Ban Chao va enviar un emissari anomenat Gan Ying per explorar el llunyà oest. Gan va sortir de la conca del Tarim cap a Pàrtia i va arribar al Golf Pèrsic. Gan va deixar un impressió detallada dels regnes occidentals; aparentment va arribar fins a Mesopotàmia, sota el control de l'Imperi Part. Tenia la intenció de navegar cap a l'Imperi Romà, però es va desanimar quan va saber que el viatge era perillós i podria trigar dos anys. Malgrat que va tornar decebut, va aportar molta informació sobre les regions a l'oest dels territoris controlats per la Xina, fins a la Conca del Mediterrani.
Es creu que Gan Ying va informar sobre l'Imperi Romà (Daqin en xinès) que apareixia en fonts secundàries—probablement als navegants dels ports que visitava. El Llibre del Han Tardà ho localitza a Haixi ("oest del mar", o Egipte romà; el mar és el conegut pels grecs i romans com el Mar d'Eritrea, que incloïa el Golf Pèrsic, theel Mar d'Aràbia, i el Mar Roig):
| « | El seu territori s'estén per diversos milers de li [un li durant la dinastia Han eren 415,8 metres]. Ells van establir caixetes postals a intervals del camí, totes envernissades i emblanquinades. Hi ha pins i xiprers, així com arbres i plantes de tot tipus. Té més de quatre-cents pobles emmurallats. Hi ha diverses desenes de regnes menors dependents. Les parets dels pobles són de pedra. | » |

El Llibre del Han Tardà dona una visió positiva, si no precisa, de la governança romana:
| « | Els seus reis no són governants permanents, sinó que nomenen homes de mèrit. Quan una greu calamitat visita el país, o tempestes de prematures, el rei és retirat i reemplaçat per un altre. L'alleujat de les seves funcions se sotmet a la seva degradació sense un murmuri. Els habitants d'aquest país són alts i ben proporcionats, semblant als Han [xinesos], d'on es diuen [Daqin]. | » |

Yule va assenyalar que encara que la descripció de la constitució romana i els productes eren descarnats, el Llibre del Han Tardà va oferir una representació precisa de la pesca de corall a la Mediterrània. El corall va ser un element de luxe molt valorat a la Xina de Han, importat entre altres productes de l'Índia (sobretot per terra i potser també per mar), aquesta última regió on els romans van vendre corall i van obtenir perles. La llista original de productes romans apareguts al Llibre del Han Tardà, com la roba de seda de mar, vidre, ambre, cinabri, i asbest, és ampliada al Weilüe. El Weilüe també va afirmar que, el 134 dC, el governant del regne de Shule (Kaixgar), que havia estat un ostatge a la cort de l'Imperi Kuixan, va oferir gemmes blaves (o verdes) provinents de Haixi com a obsequis a la cort de la Han oriental. Fan Ye, l'editor del Llibre del Han Tardà, va escriure que les antigues generacions de xinesos mai no havien arribat a aquestes regions extremadament occidentals, sinó que l'informe de Gan Ying va revelar als xinesos les seves terres, costums i productes. El Llibre del Han Tardà també afirma que els Partians (xinès: 安息; Anxi) van desitjar "controlar el comerç de sedes xineses multicolors" i, per tant, intencionalment va bloquejar els romans d'arribar a la Xina.

### Possibles grecoromans a Birmània i Xina

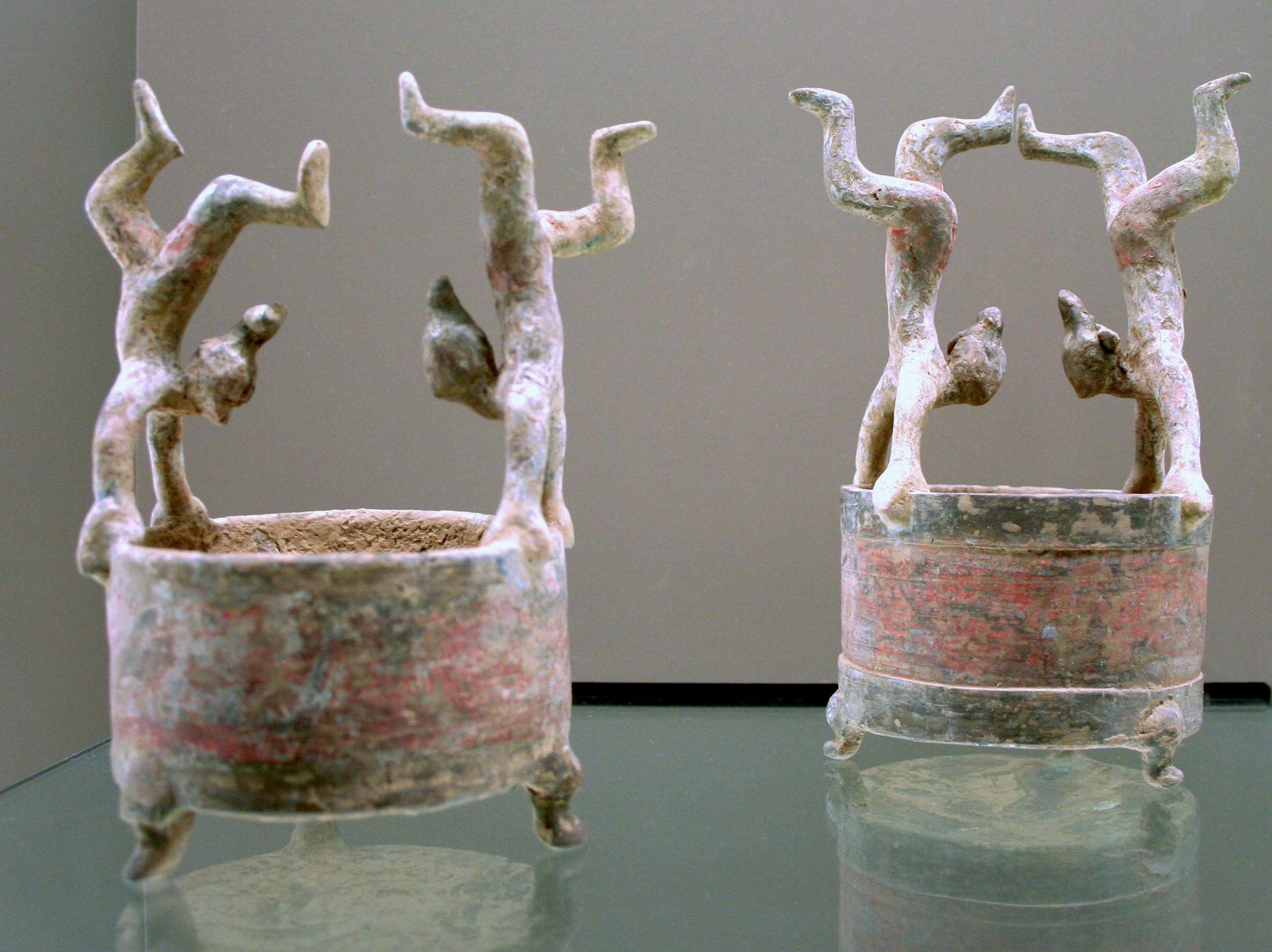
Vasos de ceràmica de la Dinastia Han Oriental mostrant acròbates que es balancegen amb les mans sobre la vora; el Shiji i el Llibre de Han afirmar que Mitridates II de l'Imperi Part va enviar regals incloses mostres de malabarisme sirià a la cort de l'Emperador Wu de Han; el Llibre del Han Tardà afirma que un rei de Birmània va enviar acròbates originals de Daqin a la cort de l'Emperador An de Han el 120 dC.

És possible que un grup d'artistes grecs acròbates, que afirmaven ser d'un lloc a l'"oest dels mars" (Egipte romà, que el Llibre del Han Tardà va relacionar amb l'imperi Daqin), van ser presentats per un rei de Birmània a l'emperador An de Han el 120 dC. Se sap que tant en l'Imperi Part com en l'Imperi Kuixan d'Àsia, els grecs ètnics seguien treballant després del període hel·lenístic com a músics i atletes. El Llibre del Han Tardà afirma que l'emperador An va transferir aquests artistes de la seva residència campestre a la capital Luoyang, on oferiren un espectacle a la seva cort i van ser recompensats amb or, plata i altres regals. Raoul McLaughlin assenyala que els romans coneixien Birmània com a India Trans Gangem (Índia més enllà del Ganges) i llavors Ptolemeu va citar les ciutats de Birmània. McLaughlin especula que els romans venien esclaus als birmans i que així és com els grecs van arribar originalment a Birmània abans de ser enviats pel govern birmà a l'emperador An a la Xina. Els malabaristes sirians eren coneguts en la literatura clàssica occidental, i les fonts xineses del segle II aC fins al segle ii també els mencionen.

### Primera ambaixada romana

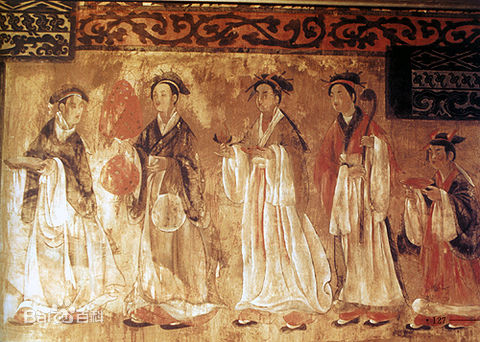
Un mural que mostra a les dones vestides de manera tradicional en roba de seda Hanfu, de la tomba de Dahuting (xinès: 打虎亭汉墓, pinyin: Dahuting Han mu) de finals de la dinastia Han oriental (25–220 dC), ubicat a Zhengzhou, província de Henan, Xina

El primer grup de persones que afirmava ser una missió ambaixadora de romans a la Xina va ser registrat que van arribar l'any 166 dC segons el Llibre del Han Tardà. L'ambaixada va arribar fins l'Emperador Huan de la dinastia Han d'«Andun» (en xinès: 安敦); l'emperador Antoní Pius o Marc Aureli, originalment Marcus Aurelius Antoninus, «rei de Daqin» (Roma). Com que Antoní Pius va morir el 161 dC, deixant l'imperi en mans del seu fill adoptiu, Marcus Aurelius Antoninus, i l'enviat va arribar l'any 166, es manté la confusió de qui va enviar la missió, ja que els dos emperadors van ser coneguts per «Antoninus». La missió romana procedia del sud (probablement per mar), entrant a la Xina per la frontera de Rinan o Tonquín (actualment Vietnam). Van portar regals de banyes de rinoceront, vori, i closques de tortugues, probablement adquirits a l'Àsia meridional. El text afirma que va ser la primera vegada que hi va haver un contacte directe entre les dues civilitzacions. Yule va especular que els visitants romans havien d'haver perdut els seus productes originals a causa del robatori o el naufragi i van usar els regals en lloc d'això, provocant que fonts xineses sospitin de retenir els seus objectes de valor més valuosos, que Yule notes va ser la mateixa crítica dirigida al missioner papal Joan de Montecorvino quan va arribar a la Xina a finals del segle xiii. Els historiadors Rafe de Crespigny, Peter Fibiger Bang, i Warwick Ball creuen que va ser probablement un grup de comerciants romans en lloc de diplomàtics oficials enviats per Marc Aureli. Crespigny subratlla la presència d'aquesta ambaixada romana, així com d'altres a Tianzhu (al nord de l'Índia) i Buyeo (a la Manxúria) que va proporcionar un prestigi molt necessari per a l'emperador Huan, ja que s'enfrontava seriosament als problemes polítics per al suïcidi forçat del polític Liang Ji, que havia dominat el govern de Han després de la mort de la seva germana Emperadriu Liang Na. Yule va destacar que es deia que l'ambaixada romana va venir a través de Jiaozhi al nord del Vietnam, la mateixa ruta que les fonts xineses van afirmar que les ambaixades de Tianzhu (nord de l'Índia) van utilitzar el 159 i el 161 dC.

### Altres ambaixades romanes

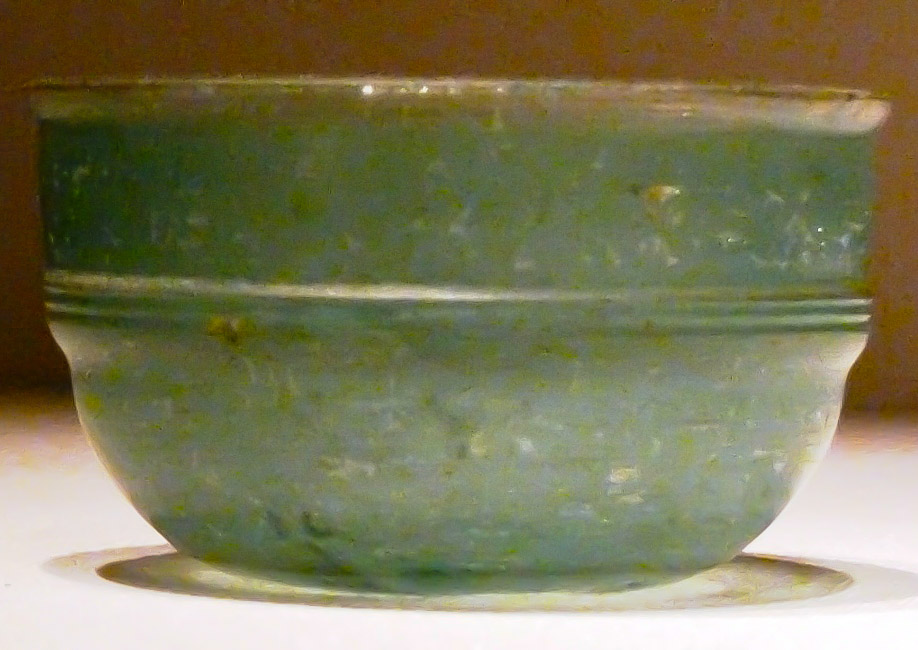
Tassa de vidre romà verd desenterrada en una tomba de la Dinastia Han Oriental (25–220 dC) a Guangxi (vorejant el Vietnam en l'actualitat a la sud de la Xina)

El Weilüe i el Llibre de Liang daten l'arribada el 226 dC d'un comerciant anomenat Qin Lun (en xinès: 秦論) de l'Imperi Romà (Daqin) a Jiaozhi (nord del Vietnam controlat pels xinesos). Wu Miao, el prefecte de Jiaozhi, el va enviar a la cort de Sun Quan (el líder del Wu Oriental durant els Tres Regnes) a Nanquín, on Sun li va demanar que li proporcionés un informe sobre el seu país natal i la seva gent. Una expedició va transportar al comerciant juntament amb deu dones i deu homes "nans de color negrit" que havia demanat com a curiositat, així com un oficial xinès, Liu Xian d'Huiji (a Zhejiang), que va morir durant el trajecte. Segons el Weilüe i el Llibre de Liang els comerciants romans van ser actius a Cambodja i Vietnam, una teoria recolzada per descobriments arqueològics moderns dels antics productes mediterrànics als països de l'Àsia Sud-oriental de Vietnam, Tailàndia, Malàisia i Indonèsia.
Yule esmenta que a principis del segle iii, un governant de Daqin va enviar un enviat amb regals a la cort xinesa del nord de Cao Wei (220–265 dC) que va incloure cristalleria de diferents colors. Diversos anys més tard, un artesà de Daqin s'esmenta com mostrava als xinesos com fer "pedres en cristall mitjançant foc", una curiositat per als xinesos.
Una altra ambaixada de Daqin es registra com a regals tributaris als xinesos de la dinastia Jin (265–420 dC). Això va ocórrer el 284 dC durant el regnat de l'Emperador Wu de Jin (r. 266–290 dC), i va ser registrat al Llibre de Jin, així com el posterior Wenxian Tongkao. Aquesta ambaixada va ser presumiblement enviada per l'emperador Marc Aureli Car (r. 282–283 dC), del qual el breu regnat va ser preocupat per la guerra amb la Pèrsia Sassànida.

### Fulin: Ambaixades romanes orientals

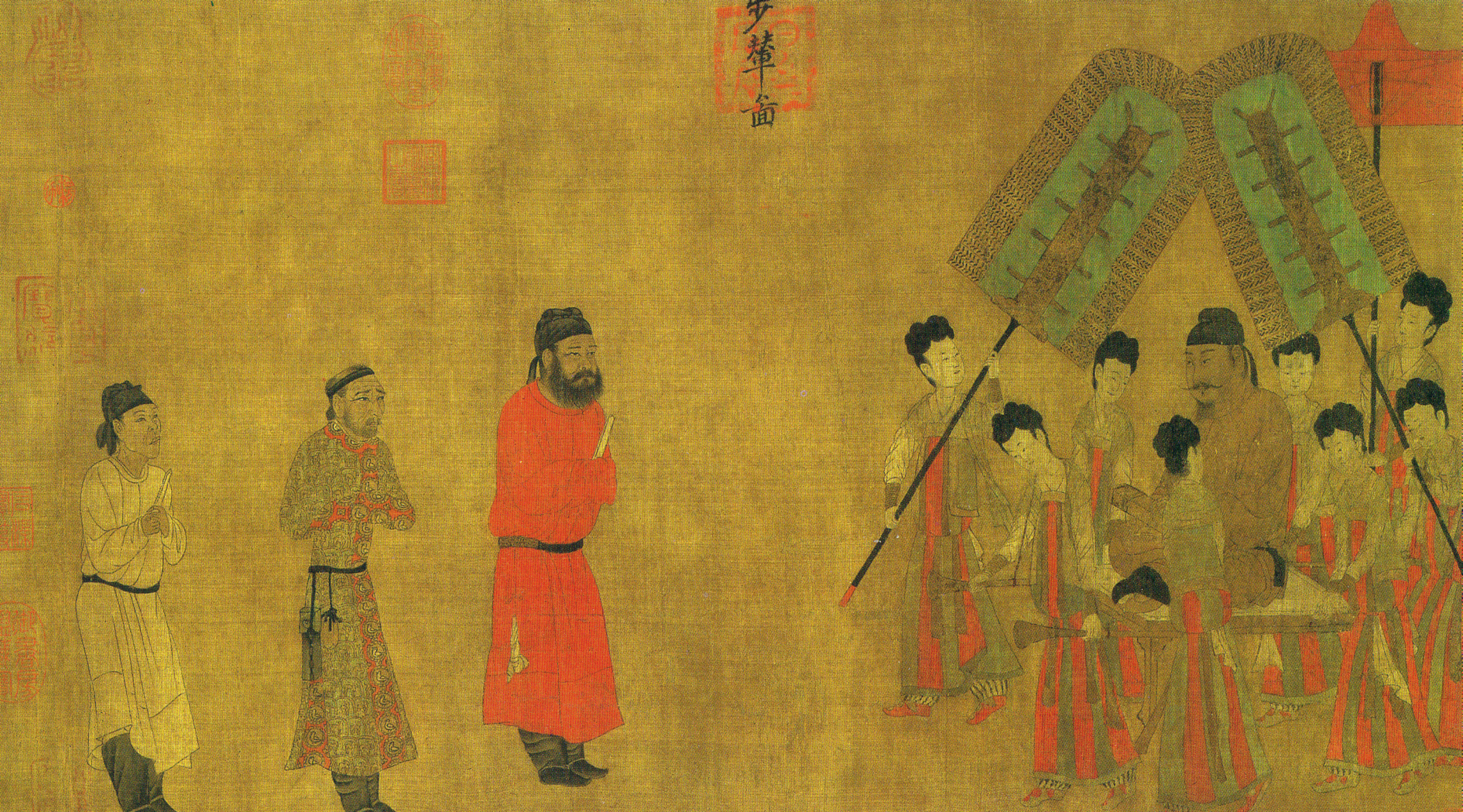
L'Emperador Taizong de Tang (r. 626–649 dC) va rebre Gar Tongtsen Yülsung, ambaixador de l'Imperi Tibetà, a la seva cort; pintat el 641 per l'artista de la cort de Tang Yan Liben (600–673 dC).

Les històries xineses de la dinastia Tang (618–907 dC) va registrar contactes amb comerciants de "Fulin" (拂菻), el nou nom utilitzat per designar l'Imperi Romà d'Orient. El primer contacte diplomàtic es va produir el 643 dC durant els regnats de Constant II (641–668 dC) i l'Emperador Taizong de Tang (626–649 dC). El Llibre Vell de Tang, seguit pel Llibre Nou de Tang, proporciona el nom "Po-to-li" (波多力, pinyin: Bōduōlì) per Constant II, que Hirth va conjecturar com una transliteració de Kōnstantinos Pogonatos, o "Constantí el Barbut", donant-li el títol d'un rei (王 wáng). Yule i S. A. M. Adshead ofereix una transliteració diferent a "patriarca" o "patrici", possiblement una referència a un dels regents per al monarca romà de 13 anys. Les històries de Tang registren que Constant II va enviar una ambaixada l'any 17 del període de regnat de Zhenguan (貞觀) (643 AD), portant regals de vidre vermell i gemmes verdes. Yule apunta que Isdigerdes III (r. 632–651 dC), últim governant de l'Imperi sassànic, va enviar diplomàtics a la Xina per garantir l'ajuda de l'emperador Taizong (considerat el suzerain a Fergana a Àsia central) durant la pèrdua del cor de Pèrsia al califat dels raixidun islàmic, que també podria haver provocat que els romans enviessin ambaixadors a la Xina entre ells a la Síria recentment perduda als musulmans. Les fonts xineses dels Tang també van registrar el príncep sassànida Peroz III (636–679 dC) va fugir a la Xina dels Tang després de la conquesta de Pèrsia pel creixent califat islàmic.
Yule afirma que les ambaixades addicionals de Fulin durant el període Tang van arribar al 711 i 719dC, amb una altra al 742 dC que va podien haver sigut monjos nestorians. Adshead enumera quatre contactes diplomàtics oficials amb Fulin al Llibre Vell de Tang tal com succeeix en 643, 667, 701 i 719dC. Ell especula que l'absència d'aquestes missions en fonts literàries occidentals es pot explicar com els romans normalment veien relacions polítiques amb poders de l'Est, així com la possibilitat que es llancessin en representació d'oficials fronterers en comptes de el govern central. Yule i Adshead coincideixen que una missió diplomàtica de Fulin es va produir durant el regnat de Justinià II (r. 685-695 dC; 705-711 dC). Yule afirma que va ocórrer l'any de la mort de l'emperador, l'any 711 dC, mentre que Adshead afirma que va tenir lloc el 701dC durant la usurpació de Lleonci II i l'exili de l'emperador a Crimea, potser el motiu de la seva omissió als documents romans i la font de confusió en les històries xineses sobre precisament qui va enviar aquesta ambaixada. Justinià II va recuperar el tron amb l'ajuda dels Búlgars i una aliança de matrimoni amb els Khàzars. Adshead per tant, creu que una missió enviada a la Xina de Tang seria coherent amb el comportament de Justinià II, especialment si tingués coneixement del permís de l'Emperadriu Wu Zetian va concedir a Narses, fill de Peroz III, per marxar contra els àrabs a Àsia central a finals del segle vii. L'ambaixada de Fulin de 719 dC va aparèixer amb Lleó III Isàuric (r. 717–741 dC) a la cort de l'Emperador Xuanzong de Tang (r. 712–756 dC), durant un temps en què l'emperador romà d'Orient va tornar a arribar als poders de l'Est amb una nova aliança de matrimoni Khàzar. L'any d'aquesta ambaixada va coincidir amb la negativa de Xuanzong a proporcionar ajuda als sogdians de Bukharà i Samarcanda contra la força d'invasió àrab. Una ambaixada del califat omeia va ser rebuda a la cort de Tang l'any 732 dC; la victòria àrab al 751 dC a la batalla del Talas i la rebel·lió d'An Lushan va minvar els esforços d'intervenció xinesa dels Tang a l'Àsia central.
Els últims contactes diplomàtics amb Fulin es registren com havien tingut lloc al segle xi dC. Del Wenxian Tongkao, escrit per l'historiador Ma Duanlin (1245–1322), i des de la Història de Song, se sap que l'emperador romà Miquel VII Ducas Parapinaces (滅力沙靈改撒, Mie li sha ling kai sa) de Fulin va enviar una ambaixada a la dinastia Song de la Xina que va arribar el 1081 dC, durant el regnat de l'Emperador Shenzong de Song (r. 1067–1085 dC). La Història de Song va descriure els regals tributaris de l'ambaixada romana i els productes elaborats a Constantinoble. També va descriure les càstigs usats per la llei romana d'Orient, com la pena capital de ser ficat en una "bossa de plomes" i llançat al mar, probablement la pràctica romana de poena cullei (del llatí 'penalització del sac'). L'ambaixada final va arribar al 1091 dC, durant el regnat d'Aleix I Comnè (r. 1081–1118 dC); aquest esdeveniment només s'esmenta de passada.
La Història de Yuan ofereix una biografia d'un home romà anomenat Ai-sie (transliteració de Josuè o Josep), que originalment va servir a la cort de Güyük Khan però més tard es va convertir en cap d'astrònoms i físics per a la cort de Khublai Khan, el fundador mongol de la dinastia Yuan (1271–1368 dC), a Cambaluc (actual Pequín). Eventualment va rebre el títol de Príncep de Fulin (拂菻王, Fúlǐn wáng) i els seus fills van ser nomenats amb els seus respectius noms xinesos, que semblen coincidir amb les transliteracions de noms cristians d'Elies, Lucas i Antoni. Kublai Khan també és conegut per haver enviat monjos nestorians, incloent-hi Rabban Bar Sauma, a la cort del governant romà Andrònic II Paleòleg (r. 1282–1328 dC), que les meitat-germanes estaven casades amb els besnets de Genguis Kan, fent d'aquest líder romà un gendre del governant mongol a Pequín.
Dins de l'Imperi Mongol, que eventualment va incloure tota la Xina, hi havia prou occidentals que hi viatjaven com al 1340 dC Francesco Balducci Pegolotti va escriure en una guia de viatge per als altres mercaders sobre com intercanviar plata per bitllets de banc per comprar seda a Cambaluc (Pequín). En aquesta etapa, l'Imperi Romà Oriental, desmuntat temporalment per l'Imperi Llatí, s'havia reduït a la grandària d'un estat troncal a parts de Grècia i Anatòlia. Ma Duanlin, autor de Wenxian Tongkao, va assenyalar el canvi de les fronteres polítiques, tot i que es basava generalment en geografia política inexacta i distorsionada. Va escriure que els historiadors de la dinastia Tang van considerar "Daqin" i "Fulin" de ser el mateix país, però va tenir les seves reserves sobre això a causa de discrepàncies en temes geogràfics i altres preocupacions (ortografia de Wade–Giles):
| « | Durant el sisè any de Yuan-yu [1091] van enviar dues ambaixades i el seu rei va ser presentat, per ordre imperial, amb 200 peces de tela, parells de gerros d'argent i roba amb daurat en un cinturó. Segons els historiadors de la dinastia T'ang, el país de Fulin es va considerar que era idèntic a l'antic Ta-ts'in. Cal remarcar, però, que, encara que Ta-ts'in és a partir de la dinastia Han posterior a Zhongguo va ser comunicat per primera vegada, fins a les dinasties de Chin i T'ang han proporcionat ofrenes sense interrupció, però els historiadors dels "quatre regnats" de la dinastia Sung, en els seus avisos de Fulin, sostenen que aquest país no ha enviat ofrenes a la cort fins a l'època de Yuan-feng [1078–1086] quan van enviar la seva primera ambaixada oferint productes locals. Si ara, agafem els dos relats de Fulin que transmeten els dos historiadors diferents, trobem que, a compte de la dinastia T'ang, es diu aquest país "per vorejar el gran mar a l'oest"; mentre que el relat de Sung diu "a l'oest encara teniu un viatge de trenta dies al mar;" i els límits restants també no coincideixen en els dos relats; ni els productes i els costums de les persones. Sospito que tenim davant nostre només una similitud accidental del nom i que el país no és idèntic amb Ta-ts'in. Per aquesta raó, he afegit el relat de Fulin de la dinastia T'ang al meu capítol de Ta-ts'in, i represento aquest Fulin de la dinastia Sung com un país independent per complet. | » |

La Història de Ming exposa com el l'emperador Hongwu, fundador de la dinastia Ming (1368–1644 dC), va enviar un comerciant de Fulin anomenat "Nieh-ku-lun" (捏古倫) de tornada al seu país natal amb una carta anunciant la fundació de la dinastia Ming. S'especula que el mercader era un antic arquebisbe de Cambaluc anomenat Nicolaus de Bentra (que va substituir Joan de Montecorvino en aquesta posició). La Història de Ming continua explicant que els contactes entre la Xina i Fulin van cessar després d'aquest punt i un enviat del gran mar occidental (el mar Mediterrani) no va aparèixer novament a la Xina fins al segle xvi, amb l'arribada del 1582 dC del missioner jesuïta italià Matteo Ricci a la Macau portuguesa.

## Relacions comercials

### Exportacions romanes a la Xina

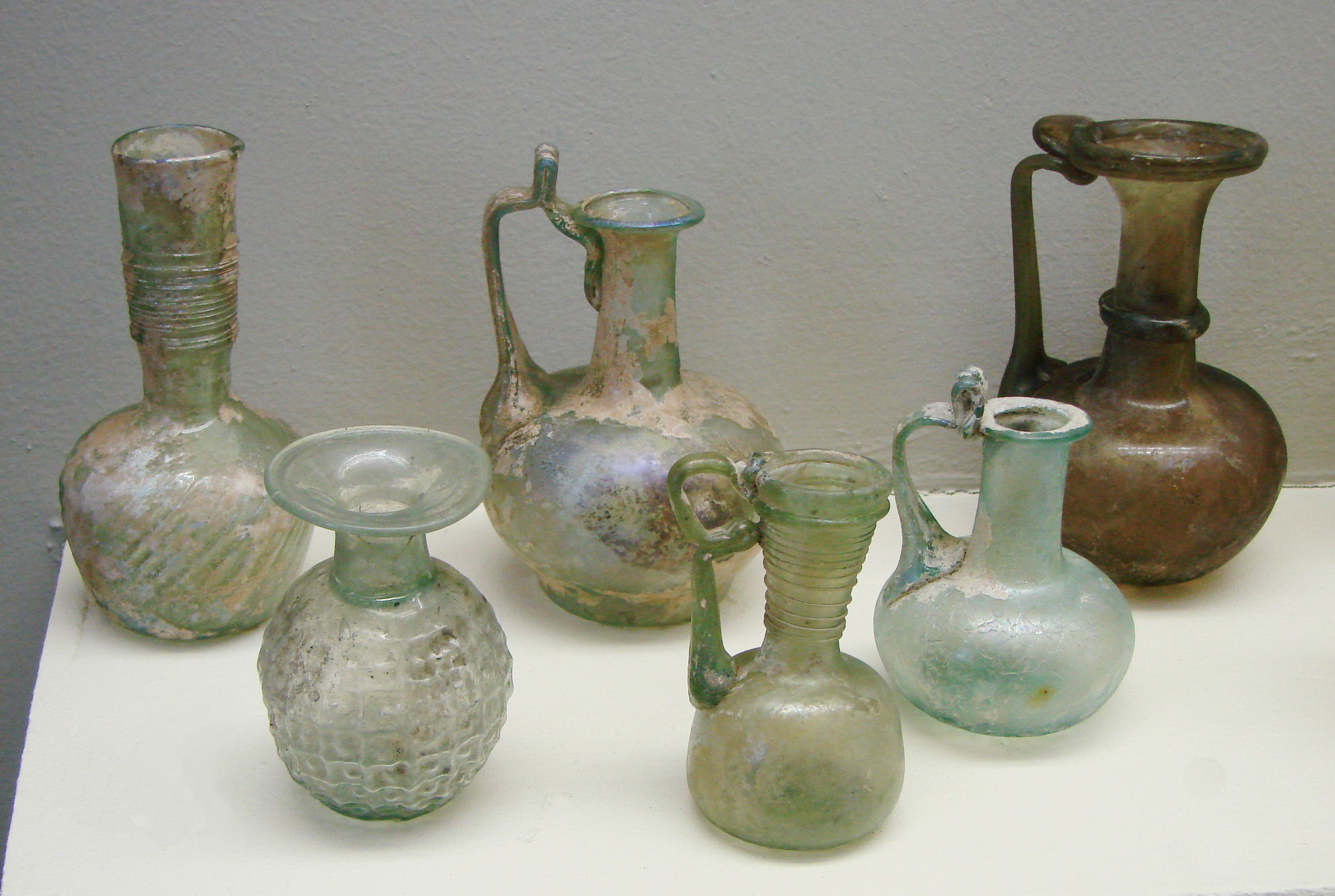
Vidre romà del

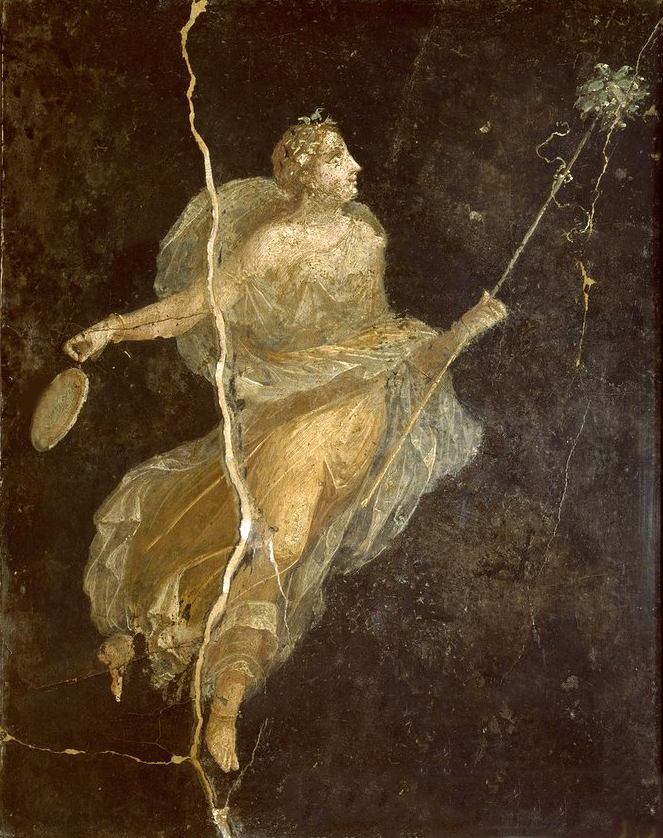
Fresc romà de Pompeia mostrant una mènade amb vestit de seda, Museu Arqueològic Nacional de Nàpols

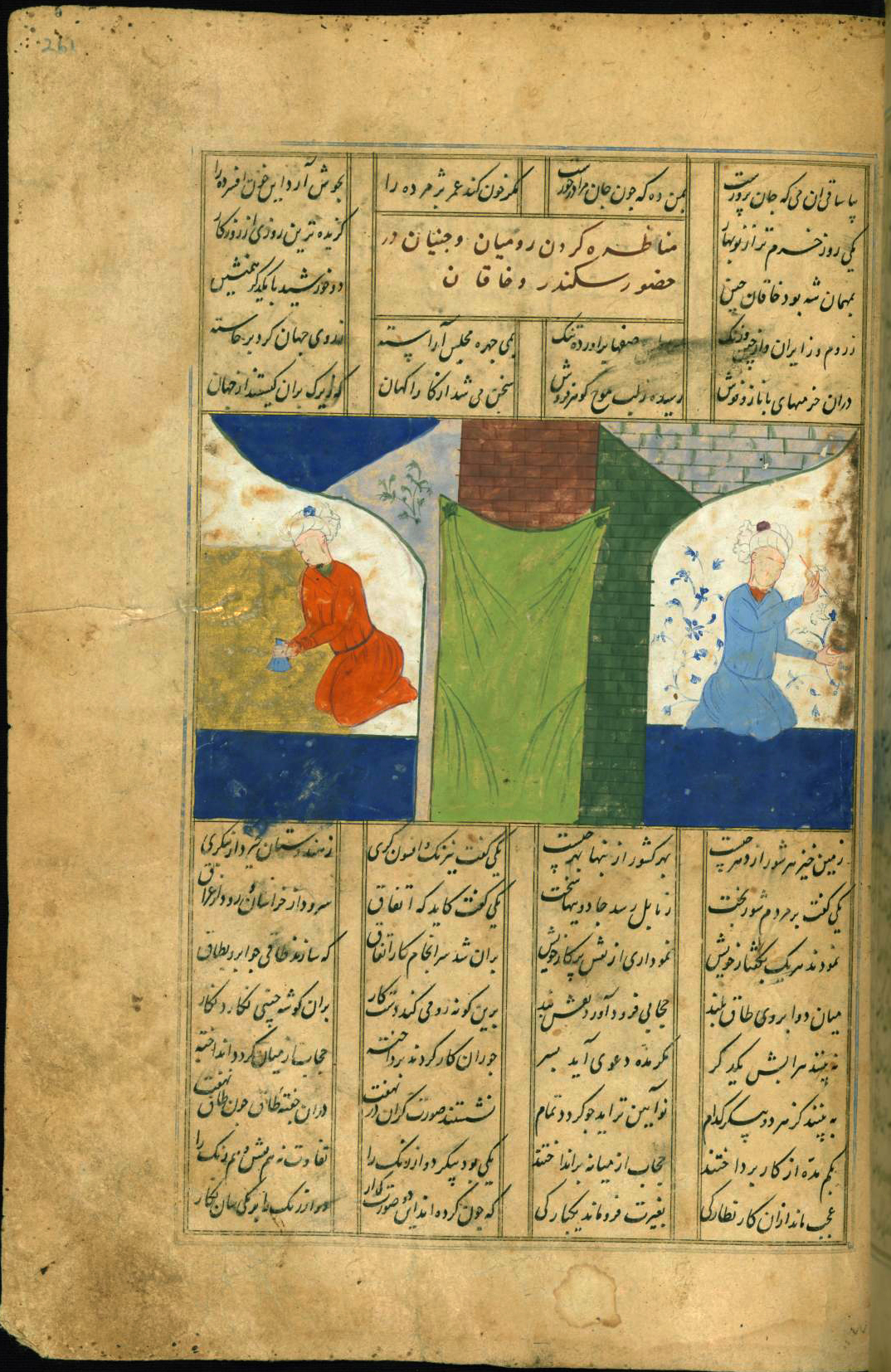
Una pintura titulada Separats per un teló verd, un artista xinès i romà competint, original de Nizami Ganjavi (1141–1209), d'una còpia de l'era Timúrides persa datada del 1481

Els vincles comercials directes entre les terres mediterrànies i índies s'havien establert a finals del segle II aC pel Regne Ptolemaic Hel·lenístic d'Egipte. Els navegants grecs van aprendre a utilitzar el patró habitual dels vents del monsó per als seus viatges comercials a l'oceà Índic. L'animat comerç marítim de l'època romana es confirma mitjançant l'excavació de grans dipòsits de monedes romanes al llarg de la costa de l'Índia. Molts ports comercials amb enllaços a comunitats romanes van ser identificats a l'Índia i Sri Lanka al llarg del recorregut utilitzat per la missió romana. Les proves arqueològiques que s'estenen des dels ports del Mar Roig de la província romana d'Egipte a l'Índia suggereixen que l'activitat comercial romana a l'Oceà Índic i del sud-est asiàtic va disminuir fortament amb el pesta antonina de l'any 166 dC, el mateix any de la primera ambaixada romana a la Xina de Han, on s'havien produït brots de plagues similars des del 151 dC.
El vidre d'alta qualitat de fabricants romans a Alexandria i Síria va ser exportat a moltes parts d'Àsia, incloent la Xina de Han. La primera cristalleria romana descoberta a la Xina és un bol de vidre de soda blau que es remunta a principis del segle i aC i es va excavar a partir d'una tomba de Han Occidental a la ciutat portuària meridional de Guangzhou, que podria haver vingut a través de l'Oceà Índic i la Mar de la Xina Meridional. Altres elements de vidre romà inclouen un recipient de vidre de mosaic que es troba a la tomba d'un príncep prop de Nanjing datat al 67 dC i una ampolla de vidre amb ratlles blanques opaques trobada en una tomba de Han Oriental a Luoyang. Es va trobar una cristalleria romana i persa en una tomba del segle v aC a Gyeongju, Corea, capital de l'antiga Silla, est de la Xina. Es van descobrir boles de vidre romà fins al Japó, del segle v aC en el monticle sepulcral d'Utsukushi de l'era Kofun prop de Kyoto.
A partir de fonts xineses se sap que altres peces de luxe romà van ser arribar a mans xineses. S'inclouen catifes brodades d'ori tela de color daurat, ambre, roba d'amiant, i seda de mar, que era una roba fet a partir dels pèls semblants a la seda d'un peix marró mediterrani, el Pinna nobilis. A més d'objectes de plata i bronze que es van trobar a tota la Xina datades del segle iii de l'Imperi Selèucida, també hi ha un plat de plata daurat romà datat als segles ii i iii i trobat al Comptat de Jingyuan, Gansu, amb una imatge de relleu elevada al centre que representa el déu greco-romà Dionís descansant sobre una criatura felina.
Es va obrir una ruta marítima amb el port de control xinès de Rinan a Jiaozhi (centrat en el Vietnam actual) i el regne Khmer de Funan cap al segle ii, o possiblement abans. Jiaozhi va ser proposat per Ferdinand von Richthofen el 1877 per haver estat el port conegut pel geògraf grecoromà Ptolemeu com a Cattigara, situat a prop de l'actual Hanoi. Ptolemeu va escriure que Cattigara queda més enllà de la Chersonesus Aurea (la península Malaia) i va ser visitat per un marí grec anomenat Alexandre, molt probablement un comerciant. La identificació de Cattigara per part de Richthofen com a Hanoi va ser àmpliament acceptada fins als descobriments arqueològics d'Óc Eo (prop de la Ciutat Ho Chi Minh) al delta del Mekong a mitjan segle xx, va suggerir que aquesta podria haver estat la seva ubicació. Granville Allen Mawer afirma que la Cattigara de Ptolemeu sembla correspondre amb la latitud actual d'Óc Eo, on imiten els productes romans i les joies autòctones de monedes romanes antonines que van ser descobertes. A Óc Eo, que llavors es trobava al llarg del litoral, les monedes romanes es trobaven entre els vestigis del comerç de llarga distància descobert per l'arqueòleg francès Louis Malleret a la dècada de 1940. S'inclouen medallons daurats romans del regnat d'Antoní Pius i el seu successor Marc Aureli. També es van trobar antigues boles de vidre i polseres romanes a la zona.
La connexió comercial de Cattigara es va estendre, a través de ports a les costes de l'Índia i Sri Lanka, fins als ports controlats per romans a Egipte i els territoris Nabateus a la costa nord-oriental del Mar Roig. L'arqueòleg Warwick Ball no considera els descobriments com les peces romans i les que hi estan inspirades a Óc Eo, una moneda de l'emperador romà Maximià trobada a Tonquín, i un llum de bronze romà a P'ong Tuk al Delta del Mekong, per ser una prova concloent que els romans van visitar aquestes zones i suggereix que les peces podrien haver estat introduïdes pels comerciants indis. Mentre que observava que els romans tenien un port comercial reconegut al sud-est asiàtic, Dougald O'Reilly va escriure que hi ha poques proves per suggerir que Cattigara era Óc Eo. Ell argumenta que els elements romans trobats allí només indiquen que la xarxa de comerç de l'Oceà Índic es va estendre a l'antic Regne de Funan.

### Seda asiàtica a l'Imperi Romà
El comerç xinès amb l'Imperi Romà va confirmar el desig romà per la seda, iniciat al segle i aC. Els romans sabien de la seda salvatge collida a Cos (coa vestis), però al principi no van fer la connexió amb la seda que es va produir al regne de Sarikol de Pamir. Hi va haver pocs contactes comercials directes entre romans i xinesos, ja que els parts i els kuixans rivals protegien cadascun el seu paper lucratiu com a intermediaris comercials.
Durant el segle i aC la seda encara era una mercaderia rara en el món romà; cap al segle i, aquesta valuosa peça de comerç es va fer molt més àmpliament disponible. En el Naturalis Historia (77–79 dC), Plini el Vell va lamentar el drenatge financer de la moneda de l'economia romana per comprar aquest luxe car. Va remarcar que les peces femenines i la compra de productes de luxe procedents de l'Índia, Aràbia i la Seres de l'Extrem Orient costa a l'imperi aproximadament 100 milions sestercis per any, i va afirmar que els viatges es feien a Seres per adquirir tela de seda juntament amb busseig de perles a la Mar Roja. Tot i les afirmacions de Plini el Vell sobre el desequilibri comercial i la quantitat de monedes de Roma que es va utilitzar per adquirir seda, Warwick Ball va afirmar que la compra romana d'altres mercaderies estrangeres, particularment espècies de l'Índia, va tenir un impacte molt més gran en l'economia romana. El 14 dC, el Senat va emetre un edicte que prohibia l'ús de la seda per part dels homes, però continuava fluint sense cap mena en el món romà. Més enllà de les preocupacions econòmiques que la importació de la seda va causar una gran pèrdua de riquesa, la roba de seda també es considerava decadent i immoral per Sèneca el Vell:
| «                                                            | Puc veure la roba de seda, si els materials que no amaguen el cos, ni tan sols la seva decència, es poden anomenar roba ... Les mossegades bandejades treballen de manera que la adúltera pugui ser visible a través del seu vestit fi, de manera que el seu marit no tingui més coneixement que qualsevol estranger amb el cos de la seva dona. | » |
| — Sèneca el Vell c. 3 BC – 65 dC, Excerpta Controversiae 2.7 | |   |

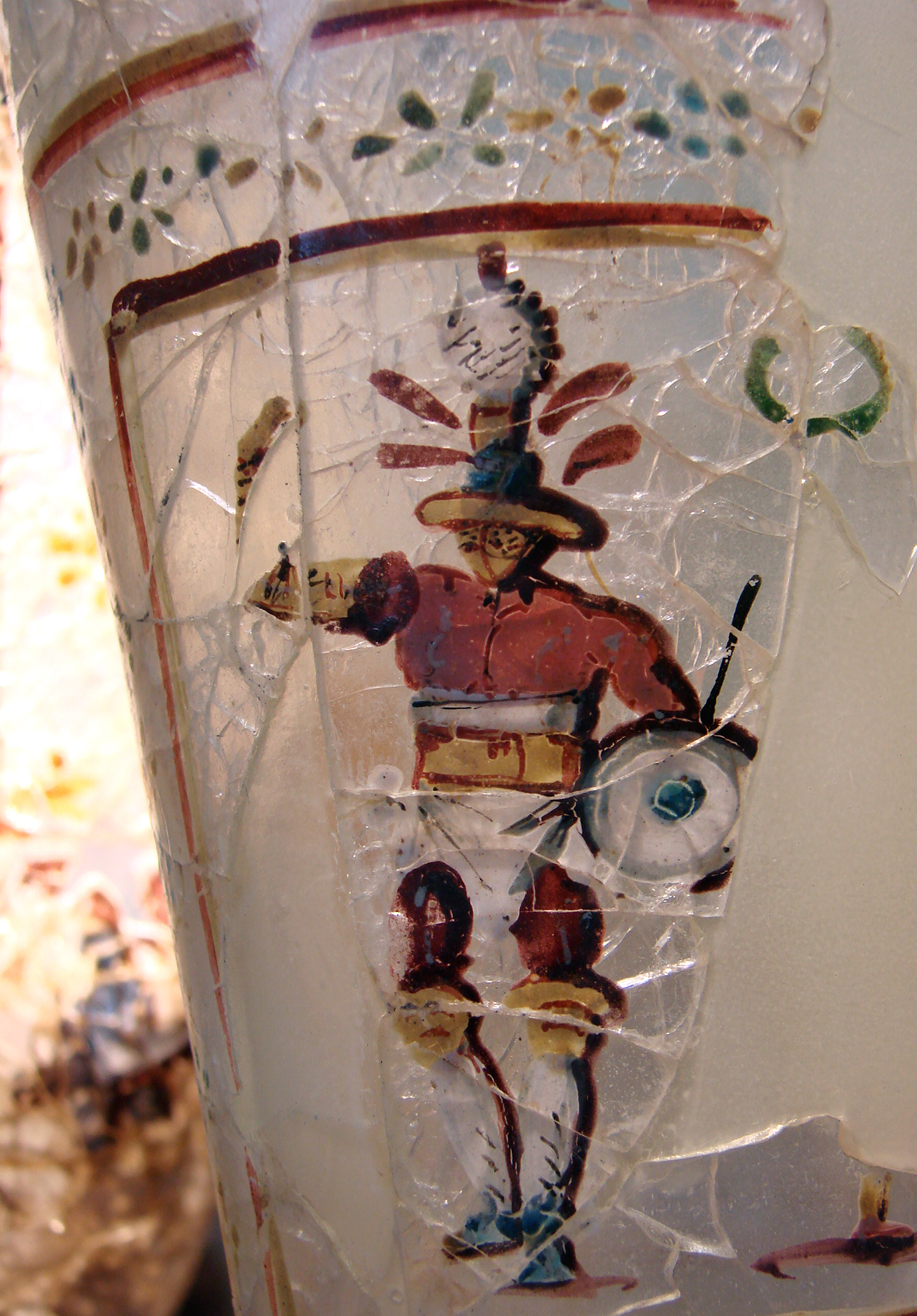
Vidre romà, datat 52–125 dC i es troba a Bagram, Afganistan, una ciutat reial de l'Imperi Kuixan on, segons Warwick Ball, era possible que estava en camí a la Xina a través de la Ruta de la Seda juntament amb altres peces de vidre.

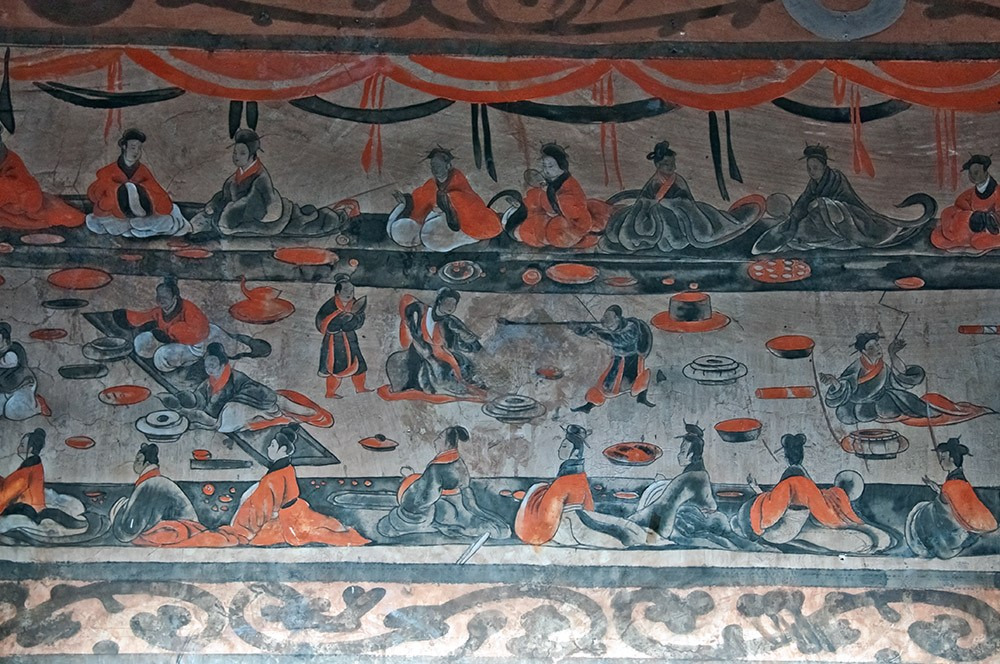
Un mural de tomba xinesa del Han Oriental tardà (25–220 dC) mostrant un banquet amb homes i dones tradicionals en vestits de seda Hanfu, de la tomba de Dahuting (xinès: 打虎亭汉墓) a la riba sud del riu Suihe a Zhengzhou, Xina

Els productes comercials, com ara l'espècia i la seda, havien de ser pagades amb monedes d'or romanes. Hi havia certa demanda a la Xina pel vidre romà; el Han xinès també va produir vidre en determinats llocs. Els vidres de producció xinesa es remunten a l'era del Han Occidental (202 aC – 9 dC). En tractar amb estats estrangers com l'Imperi Part, el Han xinès va estar més preocupat amb la superació diplomàtica dels seus enemics principals, els nòmades Xiongnu,que no pas establir comerç, ja que les activitats mercantils i els comerciants van quedar malvistes per les elits que van dominar el govern de Han.

### Moneda romana a la Xina

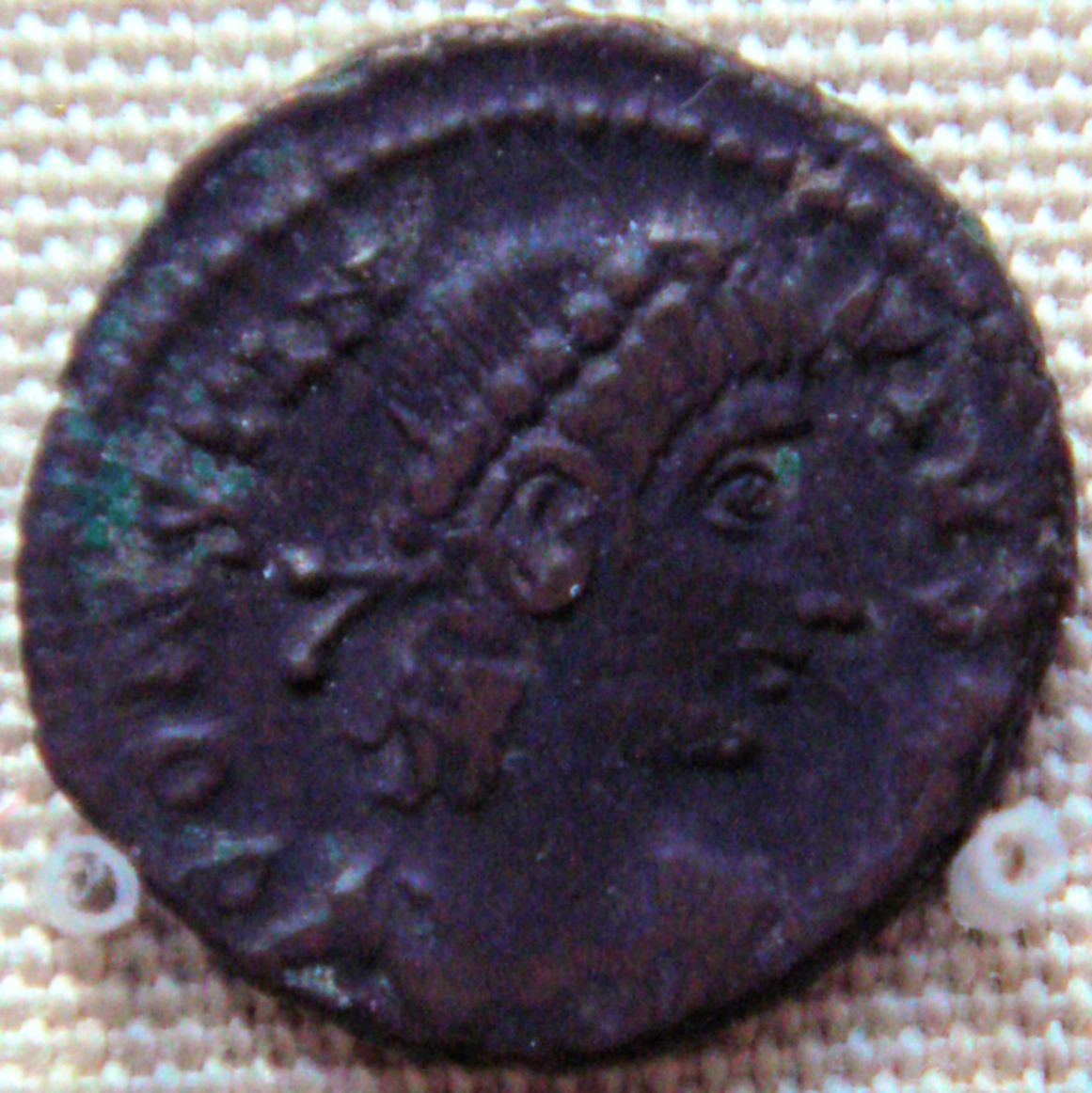
Moneda de bronze de Constanci II (337–361 dC), trobat a Karghalik, Xina actual

#### Rerefons
Poc després de l'arribada dels ous de cuc de seda a l'Imperi Romà d'Orient de la Xina pels monges cristians nestorians, l'historiador romà del segle vi Menandre Protector va escriure sobre com els sogdians van intentar establir un comerç directe de seda xinesa amb l'Imperi Romà d'Orient. Després de formar una aliança amb el governant persa sassànida Còsroes I per derrotar l'Imperi Heftalita, Istami, el governant Göktürk del kanat turc, va ser abordat per comerciants de Sogdian que demanaven permís per obtenir audiència amb el rei sassànida pel privilegi de viatjar pels territoris perses per comerciar amb els romans. Istami va rebutjar la primera petició, però quan va sancionar la segona vegada i va enviar l'ambaixada de Sogdian al rei sassànida, aquest últim va enverinar els membres de l'ambaixada. Maniakh, diplomàtic sogdian, va convèncer a Istami per enviar una ambaixada directament a la capital romana de Constantinoble, que va arribar el 568 dC i va oferir no només la seda com a regal per al governant romà Justí II, sinó també una aliança contra la Pèrsia sassànida. Justí II va acceptar i va enviar una ambaixada liderada per Zemarc al kanat turc, assegurant el comerç de seda directe desitjat pels sogdians.

#### Troballes arqueològiques
El petit nombre de monedes romanes i romanes d'Orient trobades durant les excavacions dels jaciments arqueològics de l'Àsia central i la Xina d'aquesta època suggereix que el comerç directe amb els sogdians es va mantenir limitat. Això va ser tot i que els antics romans van importar la seda xinesa Han, i els descobriments de les tombes contemporànies indiquen que la dinastia Han xinesa van importar vidre romà Valerie Hansen va escriure el 2012 que no es van trobar monedes romanes de l'època de la República Romana (507–27 aC) o el Principat (27 aC – 284 dC) de l'Imperi Romà a la Xina. Warwick Ball (2016) va destacar un descobriment a Xi'an, Xina (el lloc de la capital de Han Chang'an) on es van descobrir unes setze monedes romanes del regnat de Tiberi (14–37 dC) a Aurelià (270–275 dC). Les monedes romanes trobades a Óc Eo, Vietnam, la zona de Jiaozhou gairebé controlada per la Xina, data de mitjan segle ii. També es va descobrir una moneda de Maximià (r. 286–305 dC) a Tonquín. Es van descobrir monedes romanes dels segles iii i iv aC al Japó; van ser desenterrades al Castell Katsuren (a Uruma, Okinawa), que es va construir a partir dels segles XII al XV dC.
Les monedes solidus d'or més antigues de l'Imperi Romà d'Orient trobades a la Xina daten del regnat de l'emperador romà Teodosi II (r. 408–450 dC) i en total només s'han trobat quaranta-vuit (en comparació amb les 1300 monedes de plata) a Xinjiang i la resta de la Xina. L'ús de monedes de plata a Turfan va continuar molt després de la campanya de Tang contra Karakhoja i la conquesta xinesa del 640 dC, amb una adopció gradual de monedes de bronze xineses durant el segle vii. Hansen sosté que aquestes monedes romanes orientals gairebé sempre es van trobar amb monedes de plata perses sassànides i les monedes d'or orientals romanes van ser usades més com a objectes cerimonials com talismans, confirmant la preeminència del Gran Iran en el comerç de la Ruta de la Seda xinesa de l'Àsia central en comparació amb la Roma oriental. Walter Scheidel va remarcar que els xinesos van veure les monedes romanes com a peces de joieria exòtica, preferint utilitzar monedes de bronze a les dinasties Tang i Song, així com paper moneda durant els períodes de Song i Ming, fins i tot mentre els lingots de plata eren abundants. Ball va escriure que l'escassetat de les monedes romanes i romanes d'Orient a la Xina i les majors quantitats trobades a l'Índia suggereixen que la majoria de les sedes xineses adquirides pels romans eren de l'Índia marítima, en bona part passant pel comerç terrestre de la ruta de la seda a través de l'Iran. Es van descobrir a l'Índia monedes xineses de les dinasties Sui i Tang (segles VI al X dC); quantitats significativament majors van ser datades del període Song (segles XI-XIII dC), particularment als territoris de la dinastia Chola contemporània.
Fins i tot amb la producció romana de seda a partir del segle vi, les varietats xineses encara es consideraven de major qualitat. Aquesta teoria és recolzada pel descobriment d'un solidus romà encunyat durant el regnat de Justí II trobat en una tomba de la dinastia Sui de la província de Shanxi el 1953, entre altres monedes romanes trobades en diversos llocs. Les històries xineses ofereixen descripcions de monedes romanes i romanes d'Orient. El Weilüe, Llibre del Han Tardà, Llibre de Jin, així com el posterior Wenxian Tongkao van assenyalar que deu antigues monedes d'argent romanes valien una moneda d'or romana. El aureus daurat romà valia uns vint-i-cinc denarii de plata. Durant l'Imperi Romà d'Orient tardà, dotze miliarèsions de plata era igual a una nomisma d'or. La Història de Song assenyala que els romans encunyaven monedes de plata o d'or, sense forats al mig, amb una inscripció del nom del rei. També afirma que els romans van prohibir la producció de monedes falsificades.

## Restes humanes
El 2010, l'ADN mitocondrial va ser utilitzat per identificar que un esquelet parcial trobat en una tomba romana del segle I o II dC a Vagnari, Itàlia, tenia ascendència de l'Àsia oriental per la banda de la seva mare.
Una anàlisi de les troballes arqueològiques de 2016 a Southwark, Londres, el lloc de l'antiga ciutat romana de Londínium a Britànnia, suggereix que dos o tres esquelets d'una mostra de vint-i-dos que data del segle II al IV dC són d'ascendència asiàtica i possiblement d'ascendència xinesa. L'afirmació es basa en la forense i en l'anàlisi de les característiques facials esquelètiques. El descobriment ha estat presentat per la Dra. Rebecca Redfern, comissària d'osteologia humana del Museu de Londres. Encara no s'ha fet cap anàlisi d'ADN, les mostres de cranis i dents ofereixen només proves fragmentàries i les mostres que es van utilitzar es van comparar amb la morfologia de les poblacions modernes, no antigues.

## Contacte militar hipotètic

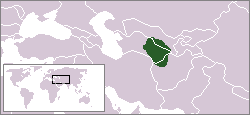
Els presoners romans de la batalla de Carrhae van ser portats a Margiana pel rei Orodes. El seu nou destí és desconegut.

La presència dels romans a la Xina és una hipòtesi segons la qual un grup de soldats romans van combatre contra la Xina de la dinastia Han i, fins i tot, que alguns xinesos (amb cabells rossos i ulls blaus) són descendents d'aquells legionaris.
L'any 53 aC durant el Primer Triumvirat, Cras per incrementar el seu poder i territoris va envair l'Imperi Part, trencant un pacte de dècades. A la batalla de Carrhae, els 45.000 soldats romans van ser derrotats pels parts i armenis. Dels supervivents, 10.000 van ser fets presoners i destinats a l'extrem oriental on van encarregar-se de la defensa de diverses guarnicions al nord de l'actual Afganistan. L'imperi dels parts va separar físicament Roma i Xina durant segles. Plini el Vell a “Historiae Naturalis” relata que aquests romans que havien format noves famílies van poder tornar a casa seva l'any 20 aC gràcies a un nou acord amb els parts.
Ban Gu, un historiador xinès de la dinastia Han menciona en el Llibre de Han que el xinesos que controlaven el Xinjiang, durant la Guerra Sinoxiongnu van voler donar un cop definitiu als xiongnu (huns), tribu que de tant en tant efectuava atacs als territoris sota domini xinès. A la batalla de Zhizhi en el 36 aC entre els presoners hi havia uns centenars de mercenaris que, per les seves tàctiques militars, alguns historiadors han identificat amb els romans. Els van destinar a guarnicions de la província de Gansu.
A la ciutat de Liqian (que ja no té actualment aquest nom) hi ha molts habitants amb ulls de trets asiàtics però amb unes característiques com cara no arrodonida, cabells rossos i ulls blaus que els fan diferent a la resta. Ells es consideren d'origen europeu. El professor Homer Dubs d'Oxford especialista en història de la Xina fou el primer de suggerir, a la dècada de 1950, la teoria de l'origen romà de Liqian (avui Zhelaizhai). S'han fet proves genètiques, però sembla que no queda clara la descendència necessàriament romana d'aquests xinesos singulars. La qüestió de la presència romana a la Xina resta encara com una suposició.

## Per a més informació
- Leslie, D. D., Gardiner, K. H. J.: "The Roman Empire in Chinese Sources", Studi Orientali, Vol. 15. Rome: Department of Oriental Studies, University of Rome, 1996.
- Schoff, Wilfred H.: "Navigation to the Far East under the Roman Empire", Journal of the American Oriental Society, Vol. 37 (1917), pp. 240–249
- André Bueno. «"Roman Views of the Chinese in Antiquity" in Sino-Platonic Papers» (PDF), 01-05-2016. [Consulta: 10 setembre 2016].